# Ausgrabung

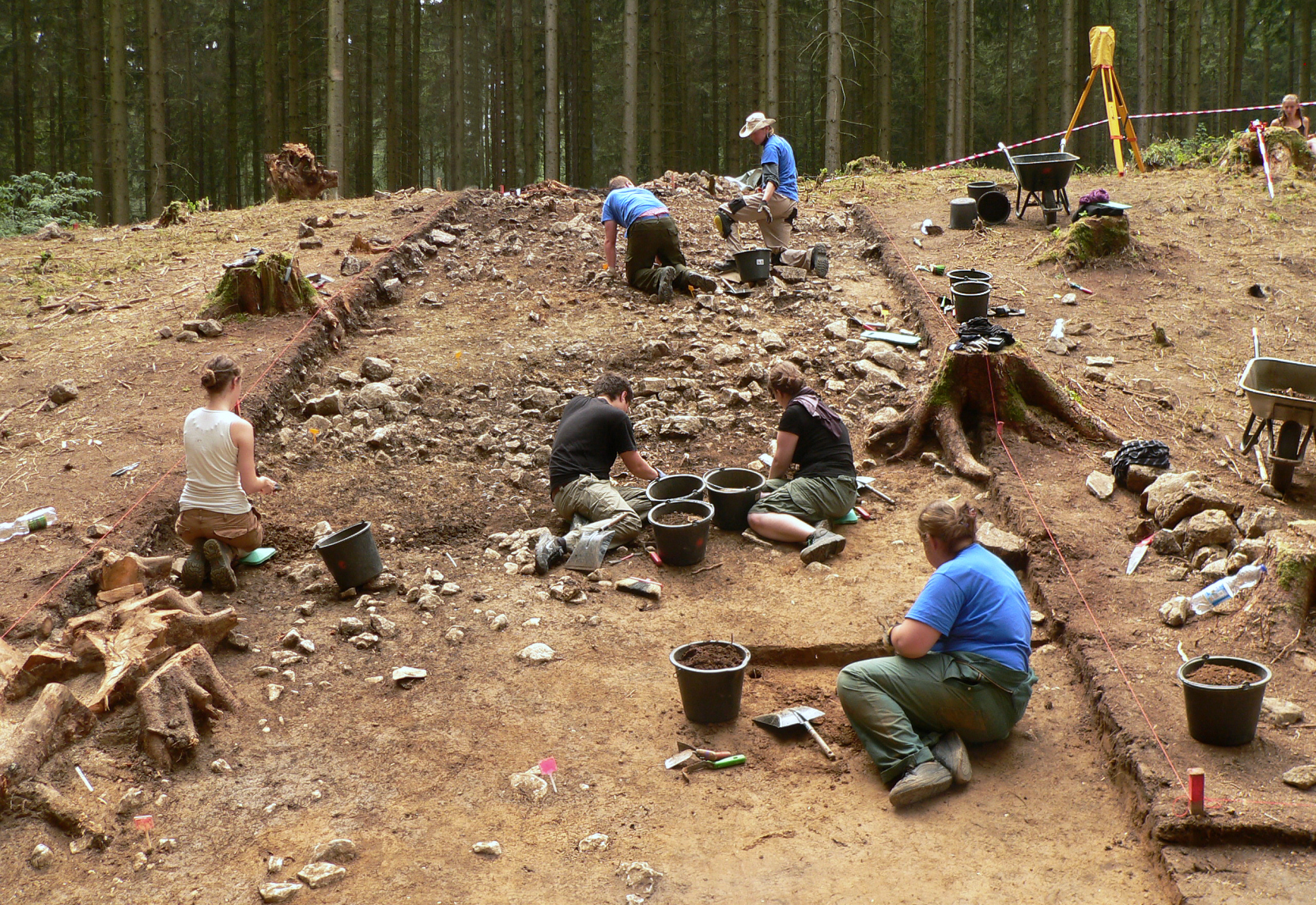
Grabungsschnitt beim Harzhornereignis

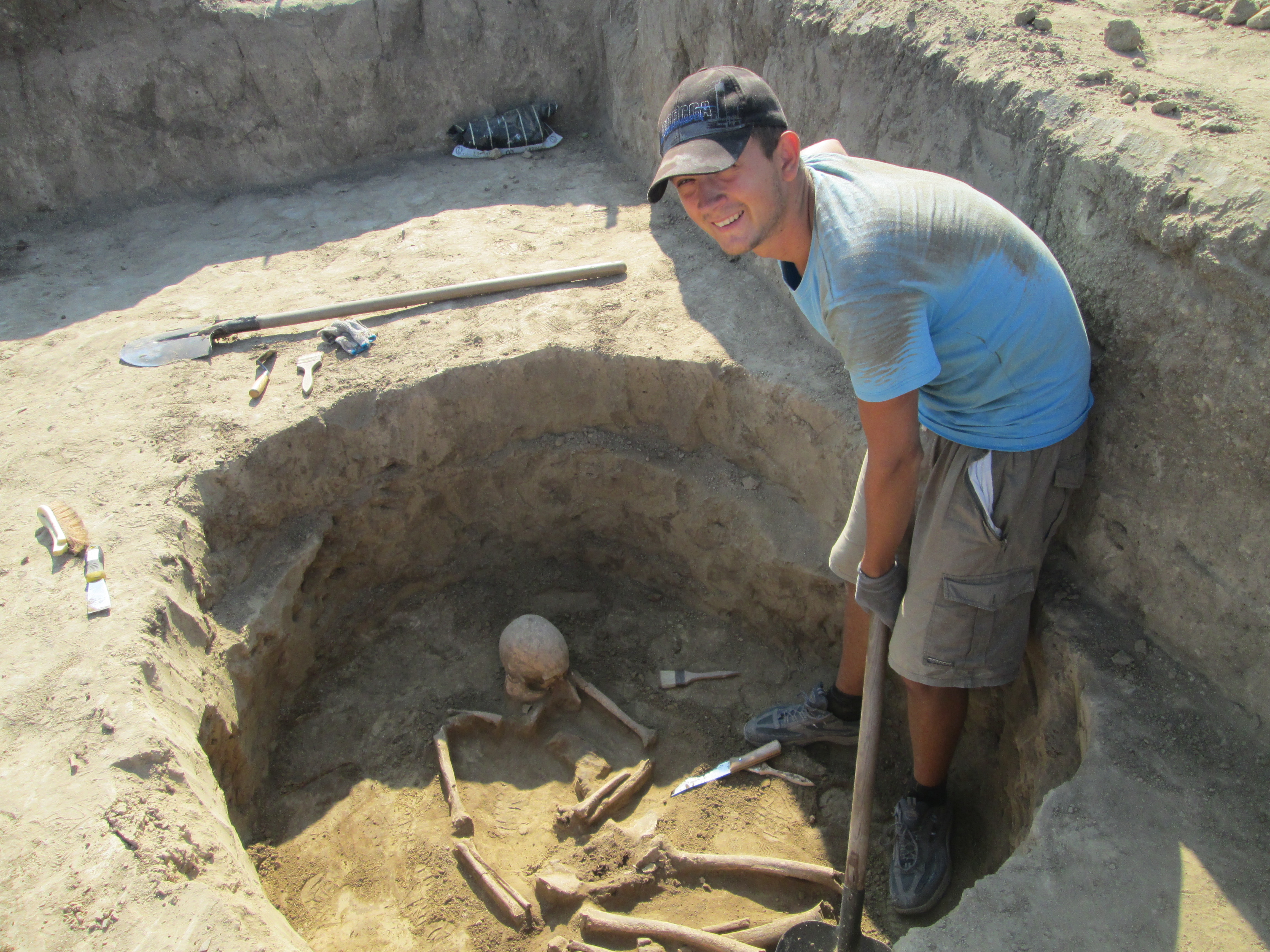
Ausgrabung eines kupferzeitlichen Skeletts bei Orliwka, Ukraine. Schichtweise Freilegung des Begehungshorizontes

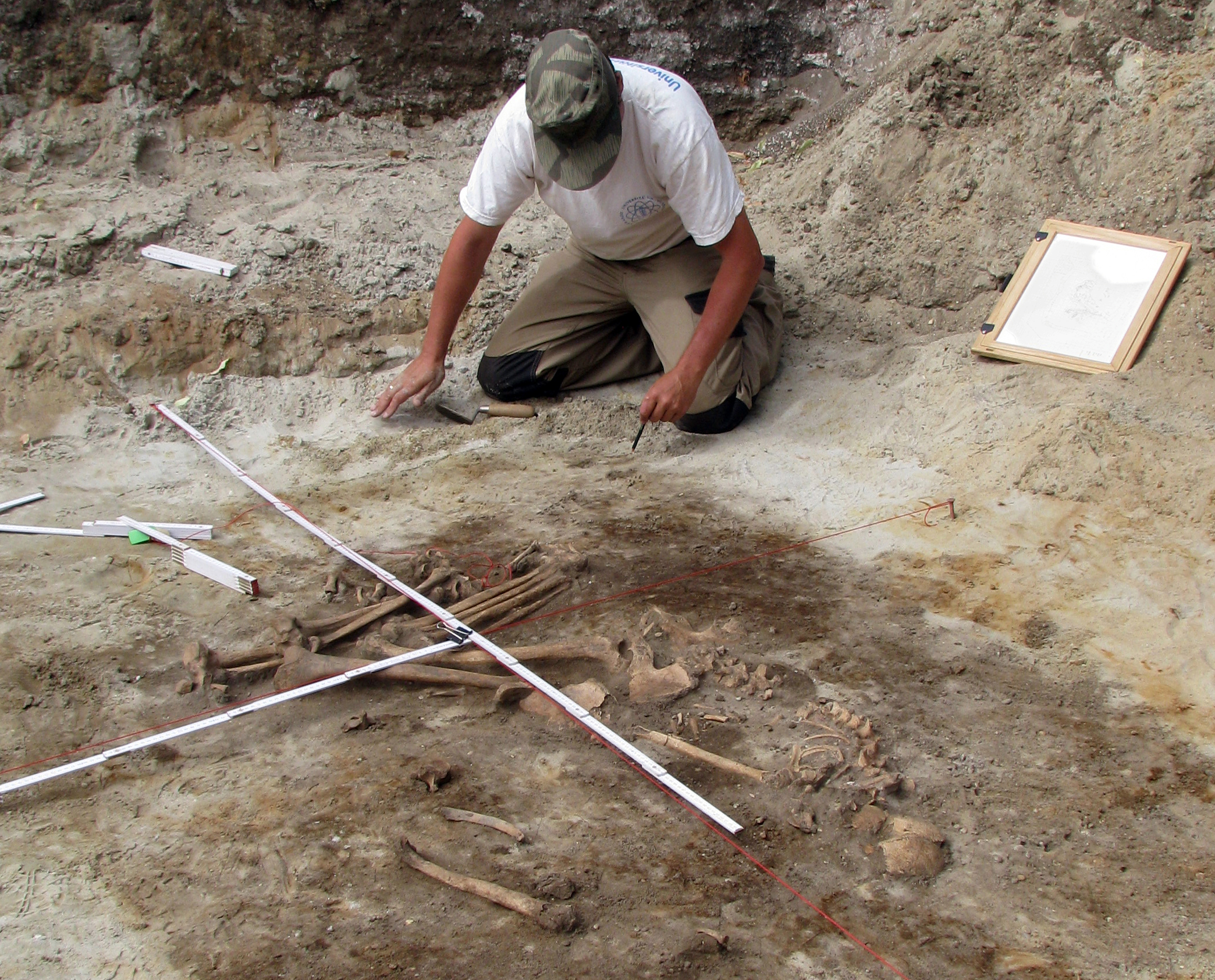
Unter dem Abriss eines Bauwerkes (Baumaßnahme) konnte ein Grab (Doppelbestattung) aus der Glockenbecherzeit freigelegt werden, Juli 2017

Unter einer Ausgrabung (englisch archaeological excavation) beziehungsweise Grabung wird im deutschen Sprachraum die archäologische oder paläontologische Freilegung eines von Erdboden oder von Erd- oder Steinauftragung verdeckten Befundes (Bodendenkmal) verstanden, bei dem dieser Vorgang mit wissenschaftlicher Zuverlässigkeit dokumentiert wird. Es ist letztlich eine kontrollierte Zerstörung des Befundes. Die Größe der Grabungsfläche richtet sich nach dem Befund an sich, den zur Verfügung stehenden Mitteln und der akuten Notwendigkeit (Grabungsumfang) sowie den handlungsbestimmenden Zielen. Die Abtragung des Erdbodens erfolgt schichtweise, sie zählt zu den „invasiven archäologischen Methoden“. Zentral ist neben der (Einzel-)Fundbergung auch die Datierung, hier bieten sich verschiedene Datierungsmethoden an. Bauten, Gebäude, Grabanlagen etc. werden ebenfalls freigelegt, verbleiben aber zumeist in situ (latein. „am Platze“) und erfahren hiernach nur selten einen gerichteten Transport.

## Geschichte

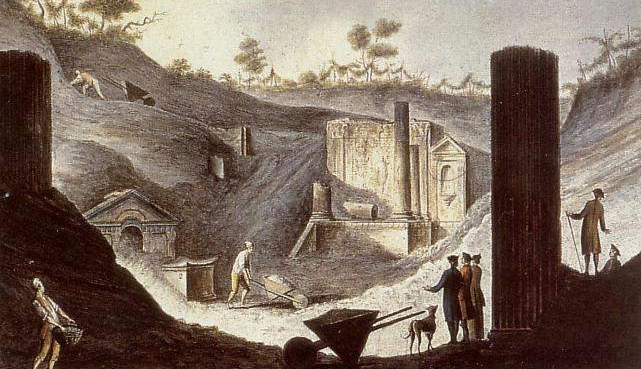
Vorwissenschaftliche Ausgrabung des Isistempels in Pompeji in einer Darstellung aus der zweiten Hälfte des 18. Jahrhunderts

Im deutschsprachigen Raum hatte bereits der gräflich-hohenlohische Archivar und Hofrat Christian Ernst Hanßelmann (1699–1776) erste schriftliche und zeichnerische Dokumentationen seiner Grabungen vorgenommen. Als eigentliche Pioniere der modernen Forschungsgrabung und Feldarchäologie gelten unter anderem der britische Autodidakt Flinders Petrie (1853–1942), der italienische Archäologe Giacomo Boni (1859–1925) und die deutschen Wissenschaftler Ernst Curtius (1814–1896), Alexander Conze (1831–1914) und Wilhelm Dörpfeld (1853–1940). Ihre Bedeutung für die Forschung übertrifft bei weitem die Arbeiten des wesentlich populäreren Autodidakten Heinrich Schliemann (1822–1890), der allerdings bereits vor den Genannten mit Ausgrabungen begann und sich anschließend langsam an die damals entstehenden wissenschaftliche Forschungsmethoden heranarbeitete. Für die Entwicklung archäologischer Ausgrabungstechniken in Deutschland selbst ist insbesondere die Reichs-Limeskommission mit Kapazitäten wie Ernst Fabricius (1857–1942) von größter Bedeutung. Der Archäologe Adolf Michaelis (1835–1910), ein Studienkollege Alexander Conzes, formulierte 1906 im Rückblick auf die archäologischen Entdeckungen des neunzehnten Jahrhunderts die Ansprüche an eine wissenschaftliche Ausgrabung wie folgt:
Die ursprüngliche Gestaltung sowohl der Gesamtanlage wie aller einzelnen Teile zu ermitteln, die allmählichen Umgestaltungen durch den Lauf der Zeiten zu verfolgen, jeder Einzelheit ihren festen Platz in dieser Entwickelung [sic!] anzuweisen und so die Ausgrabung zugleich zu einer Rekonstruktion des verlorenen Ganzen zu machen, das ist das auszeichnende Merkmal dieser neuen Methode.

## Definition
Unter einer archäologischen Ausgrabung wird eine nach fachlichen Standards durchgeführte, die gesetzlichen Normen des jeweiligen Denkmalschutzgesetzes der einzelnen staatlichen Agenturen und Administrationen einhaltende, amtlich angemeldete und kontrollierte Freilegung anthropologischer Strukturen (Befunde) und die Bergung darin eingebetteter Fundobjekte (Funde) aus rezent ungestörten Bodenschichten verstanden. Dabei besteht das intentionale Handeln des Ausgrabungsteams in dem rationalen Einsatz der ihnen zur Verfügung stehenden Mittel, zum Zweck der Erweiterung des Wissens über vergangene menschliche Lebensformen oder Kulturen.
Befunde können in ihrem Fundkontext zu historischen Quellen werden. Paul Kirn (1972) definierte den Begriff der „Geschichtsquellen“ allgemein wie folgt:

„(…)Quellen nennen wir alle Texte, Gegenstände oder Tatsachen, aus denen Kenntnis der Vergangenheit gewonnen werden kann.(…)“

In Anlehnung an frühere Autoren führte Kirn aus, dass zwischen den Begriffen der „Tradition“ und der „Überreste“ zu unterscheiden sei. Erstere intendierten eine Übermittlung oder Kunde an die Mit- oder Nachwelt von Geschehenem, während sich in der Absichtslosigkeit im Hinblick auf dieses Ziel die übrigen Quellen definierten.

## Kosten, Logistik, Gesetzliche Regelungen, Meldepflicht, EU-Übereinkommen
Wird während eines Bauvorhabens eine archäologische Fundstelle aufgedeckt oder soll eine Baumaßnahme in der Nähe schon bekannter Fundplätze begonnen werden, ist eine archäologische Baubegleitung notwendig. Die wissenschaftliche Dokumentation und Bergung der archäologischen Funde so wie die Sicherung des Fundkontextes während der laufenden Baugeschehen stellen sowohl für den Bauträger als auch für die tätigen Wissenschaftler eine große logistische und auch kommunikative Herausforderung dar. Die Ausgrabung eines Bodendenkmals im Vorfeld eines geplanten Bauprojektes bedeutet für den Bauträger zumeist eine Steigerung der Kosten, nicht zuletzt wegen der zusätzlichen Dauer der Ausgrabung auf das Bauzeitenkonto.
Aber auch die interne Logistik, die das archäologische Grabungsteam leisten muss, verlangt Erfahrung und Professionalität sowie kommunikative Kompetenz.
Es gibt Rechtsfolgen die bei der Aufdeckung eines archäologischen Denkmals konsekutiv sind. Bedeutendste Rechtsfolge nach der Aufdeckung eines archäologischen Denkmals ist, neben der denkmalschutzrechtlichen Meldepflicht (Raubgrabung), die Verpflichtung des Finders, die Fundstelle des entdeckten Artefakts ebenso wie dieses selbst, für einen gewissen Zeitraum unverändert zu belassen und dafür allfällige weitere, von ihm geplante (Bau-)Arbeiten an Ort und Stelle augenblicklich einzustellen.
Kommt die archäologische Baubegleitung in ihren Untersuchungen zu dem Schluss, das etwa im Plangebiet keine relevanten Befunde festgestellt werden konnten, also der Verdacht auf Bodendenkmäler sich nicht bestätigt hat, können die Baumaßnahmen sofort fortgesetzt werden. Die Bodenuntersuchungen können von den entsprechenden, zuständigen föderalen Administrationen auch an privatwirtschaftliche Unternehmen (Grabungsunternehmen) vergeben werden, die sich auf die archäologische Prospektion, Sondage, Sachstandsermittlung und Ausgrabung etc. spezialisiert haben.
Am 9. Oktober 2002 hat für die Bundesrepublik Deutschland der Bundespräsident nach Zustimmung von Bundesrat und Bundestag gemäß Artikel 59 Abs. 2 Satz 1 GG das „Europäische Übereinkommen zum Schutz des archäologischen Erbes (revidiert)“ ratifiziert (BGBl. 2002 II, 2709-2719). Dieses Übereinkommen ist gemäß seinem Art. 14 Abs. 5 am 23. Juli 2003 in Kraft getreten (BGBl 2003 II, S. 309). Die bisher gültigen föderalen Denkmalschutzgesetze weisen erhebliche Differenzen hinsichtlich ihrer Konformität mit dem revidierten Europäischen Übereinkommen zum Schutz des archäologischen Erbes auf.

## Grundlagen
Das Primat eines wissenschaftlich bestimmten, archäologischen Handelns in einer Ausgrabung, ist die sachgerechte, vollständige Dokumentation vermittels Vermessung sowie Zeichnung, Fotografie etc. und schriftlicher Erfassung der getanen Arbeit, denn wurde ein Erdbefund und damit der Fundkontext zerstört, ist er unwiederbringlich verloren. Eine Ausgrabung ist im Grunde die kontrollierte und an einem bestimmten Zeitpunkt ausgeführte Zerstörung, eines stattfindenden (natürlichen) Verfallsprozesses. Neuere, insbesondere naturwissenschaftlich-technische, Methoden können eine vermehrte Datenlage über Fundmaterial und -kontext gewähren. Der Widerspruch des Handelns ist, dass ein zerstörter aktueller Fundhorizont für mögliche zukünftige Methoden nur noch eine wahrscheinlich suboptimale Datengewinnung ermöglichen wird.
Zur Dokumentation für die wissenschaftliche Bearbeitung und Auswertung der Ausgrabung im Sinne der Rekonstruierbarkeit gehören auch supportive Maßnahmen, etwa Probenentnahmen für die Archäobotanik, Mikrobiologie, Radiokarbonmessung (14C), aDNA-Bestimmung, Isotopenuntersuchung, Thermolumineszenzdatierung der Bodenschichten etc. Dabei ist unbedingt auf eine ausreichend große Probenmenge und auf die Vermeidung „moderner Kontamination“, je nach spezifischer Fragestellung, zu achten. In Zusammenarbeit mit klimageschichtlichen Erkenntnissen (Klimaarchiv, Eisbohrkern etc.) ergeben sich zusätzliche Möglichkeiten der späteren Fundbewertung.

### Was wird gesucht und methodische Probleme
Zunächst einmal in der Archäologie, die Zeugnisse menschlichen Handelns, die sich materiell in Artefakten zeigen (im Soziotop), direkte Produkte menschlichen Schaffens. Aber auch Faunen- und Florenreste (im Ökotop). Der Raumaspekt, der Fundplatz in der Landschaft. Durch Einbeziehung paläoökologischer Daten lassen sich etwa Rückschlüsse über die Besiedlungsdichte der Träger der materiellen Kulturen geben. Sodann, hier das Gebiet der Anthropologie, die erhaltenen Überreste menschlicher Körper.
In der Archäologie sind etwa fragmentarischer Zustand der Artefakte, deren momentaner Erhaltungszustand im natürlichen Verfallsprozess der Objekte Zeugnisse der Sachkultur. Aber auch die Anthropologie weist methodische Restriktionen auf wie zum Beispiel die fragmentierten Zustände körperlicher Überreste mit zum Teil kleinsten Fundmengen.

### Biologisches Profil, die erhaltenen Überreste menschlicher Körper
Das biologische Profil beschreibt eine Gesamtheit aller physischen Merkmale eines ausgegrabenen Individuums, deren Nachweis mittels wissenschaftlicher Methoden angestrebt werden. Das sind im Konkreten unter anderem: Individualalter, Geschlecht, Konstitution, degenerative und pathologische Veränderungen, ethnische Zugehörigkeit sowie spezielle phänotypische Merkmale wie zum Beispiel Augenfarbe, Haarfarbe, Hautfarbe, Zahnmerkmale. Über die Datensammlung aus der Einzelbetrachtung des Individuums kann auch eine auf das ganze Kollektiv übertragbare Zustandbeschreibung, so etwa in Form von Merkmalsverteilungen, Geschlechterverteilung, Ernährungs- bzw. Mangelzuständen etc., rückgeschlossen werden. Damit werden komplexe Strukturen in Populationen freigelegt und abgebildet. Die Methoden, mit denen es möglich wird Hinweise auf entsprechende Individualmerkmale zu erlangen, beruhen auf unterschiedlichen Grundprinzipien, hängen aber stark von den quantitativen oder qualitativen Materialeigenschaften der Funde ab. Der klassische Anthropologe nutzt zur Beurteilung von Geschlecht, Alter oder pathologischen Veränderungen in den meisten Fällen verschiedene morphologische Merkmale und diverse Messstrecken am Knochen (Anthropometrie, Morphometrie) im Vergleich. Ergänzt werden diese Ergebnisse durch DNA-basierte Merkmale, die mittels molekularbiologischer Analysetechniken untersucht werden. Charakteristika wie Ethnie oder auch populationsgenetische Aspekte, welche für die Entwicklungsgeschichte der verschiedenen Gruppen relevant sind, können so ausschließlich über eine DNA-Analyse oder Isotopenanalyse ermittelt werden. Letztere können u. a. Wanderungs- bzw. Migrationsbewegungen nachzeichnen. Wichtig ist die Vermeidung einer Kontamination. Zunächst werden die Knochen von eventuellen Anhaftungen, Sand, Erdresten etc. vorsichtig befreit. Um einer Kontamination vorzubeugen, trägt der archäologische Excavator während des gesamten Vorganges Einmalhandschuhe, die im Verlauf der Ausgrabung zu wechseln sind, Kopf- und Mund-Nasen-Schutz sollten obligat sein, um nicht die eigene DNA auf das Material aufzubringen. Der Arbeitsplatz und die Arbeitsgeräte müssen vor und nach einer Bearbeitung sowie nach jeder Probe gründlich und DNA-spurensicher gereinigt werden. Die erhaltenen Proben werden sorgfältig verpackt und gekühlt transportiert. Im Untersuchungslabor sind die eingetroffenen Proben in der Originalverpackung unter Einhaltung der Dekontaminationsprozedur weiter zu bearbeiten. Sollten die Proben langfristig aufbewahrt werden, sind Lagerungstemperaturen in entsprechenden Kühlschränken bei −20 °C anzustreben. Für die Bearbeitungsphase wird eine Temperatur von 4 °C angestrebt, um ständige Gefrier- und Auftauzyklen zu vermeiden.

## Prospektion, Geoarchäologie, Survey
Die Fernerkundungsverfahren gehören zu den „non-invasiven Methoden“, wie die Fernerkundung („Remote Sensing“) archäologischer Landschaften und Fundplätze anhand von Satellitenaufnahmen, Luftbildern oder Laserscans. Auch die non-invasiven Methoden der Geophysik wie Geomagnetik, Bodenradar, elektrische Leitfähigkeitsmessung der Bodenhorizonte, magnetische Suszeptibilitätsmessungen gehören hierzu. Ferner die klassischen Verfahren der Feldbegehung. „Minimal invasive Verfahren“ sind Bohrungen, Rammkernsondierung und Testgrabungen mit angeschlossenem chemisch-physikalischen Aufarbeiten der gewonnenen Proben im Labor.

### Fundplätze
Um einen späteren Ausgrabungsort zu lokalisieren sind zwei prinzipielle Wege offen: entweder es wird gezielt danach gesucht oder aber er wird zufällig gefunden.
So setzt die Auffindung obertägig nicht sichtbarer archäologischer Fundstellen in der Regel ihre vorherige partielle Freilegung voraus. Mit dem geomorphologischen Begriff der Reliefenergie, sie ist der Höhenunterschied (Isohypse, Isolinie) zwischen höchstem und tiefstem Punkt eines Gebietes, können Aussagen über die potenzielle Fundfreilegung getroffen werden. Sie gilt als Maß für die potenzielle Energie, die ein bestimmter Ausschnitt der Erdoberfläche besitzt oder, qualitativ formuliert, als Maß der Oberflächenrauhigkeit; wobei die Reliefenergie von der absoluten Höhenlage aber gänzlich unabhängig ist. So könnten hypothetisch in Gebieten, die eine geringere Reliefenergie aufweisen, überproportional weniger Fundstellen zu finden sein. In Gebieten mit stärkerem Relief kehrt sich dieses Bild um. Dennoch ist bisher nicht grundlegend geklärt, ob eine erhöhte Reliefenergie zu erhöhter oder verringerter Auffindungswahrscheinlichkeit von archäologischen Funden führt und inwieweit weitere Faktoren maßgeblich Einfluss nehmen.
Da sich die topographische Lage, etwa einer Siedlung als Siedlungsfaktor, über die Zeit kaum verändert, hängt das Ausmaß der Veränderung vorwiegend von den naturräumlichen und klimatischen Bedingungen ab. Hierbei können großflächige von kleinräumigen Umgestaltungen unterschieden werden. Großflächige Umwandlungen treten vorwiegend in zusammenhängenden Ebenen mit einem leichten Bodensubstrat und geringer Reliefenergie auf. Im Bereich von Flüssen sind Landschaftsveränderung etwa durch die Auenlehmauflagerungen bekannt. Die durch Erosion abgetragenen und durch Fließgewässer verlagerten Substrate werden anderen Ortes als Auenlehme wieder aufgelagert. Zu den lokoregionären Landschaftsveränderungen kann die Erosion durch fließendes Wasser und die dementsprechende Akkumulation von Bodenmaterial in tiefergelegenen Gebieten wie etwa Talgründen und Hangfüßen gerechnet werden.
So findet sich in Landschaften, die nur niedrige Reliefenergie aufweisen und damit weitestgehend ebene, häufig bewirtschaftete Flächen darstellen, ein unmittelbarer Zerstörungszusammenhang der oberflächennahen archäologischen Befunde durch den mechanischen Eingriff der Bodenbearbeitung.

## Grabung und methodische Grundlagen einer Feldarchäologie

### Grabungstypen
Es gibt folgende Typen von Ausgrabungen:
- Forschungsgrabung
Der Befund hat höchste Priorität. Es stehen genügend Zeit und Mittel für eine umfassende wissenschaftliche Ausgrabung zur Verfügung.

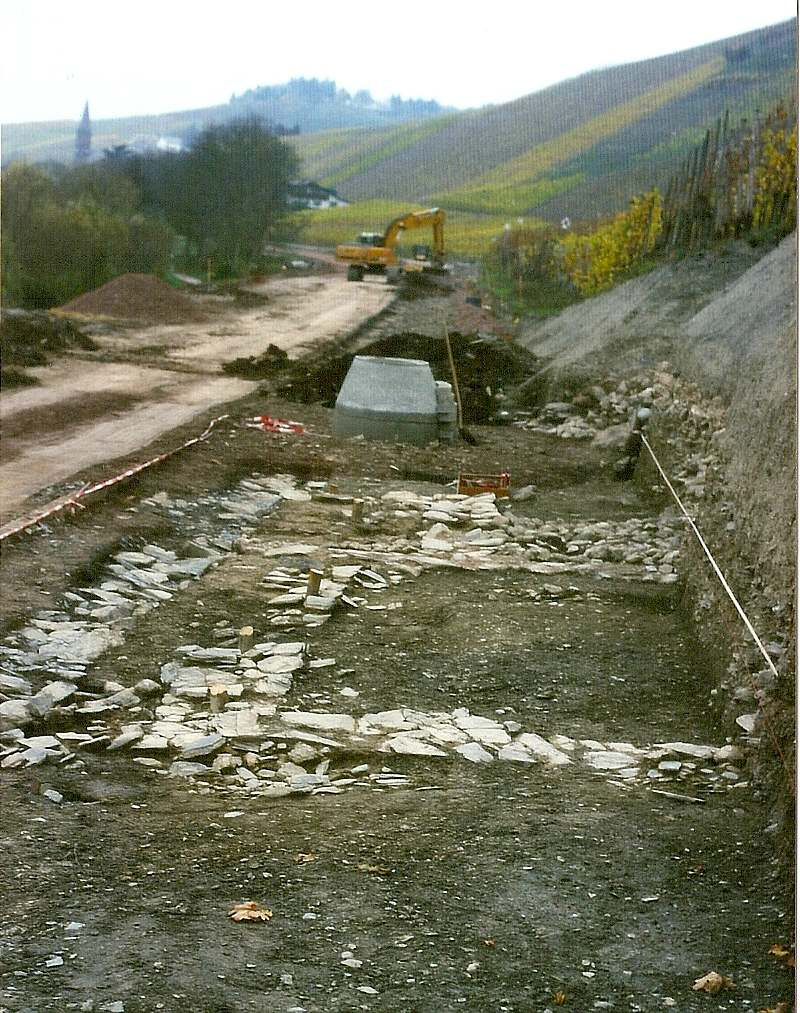
Notgrabung: Fund einer römischen Kelteranlage bei Straßenbauarbeiten

- Rettungsgrabung beziehungsweise Notgrabung (englisch: rescue archaeology)
Der Befund ist durch unmittelbar bevorstehende Baumaßnahmen akut gefährdet oder bereits beschädigt oder durch Erosion freigelegt worden und wird nun unter großem Zeitdruck bestmöglich dokumentiert. Die Übergänge zwischen Not- und Rettungsgrabung und Trassenarchäologie sind oft fließend.
- Präventivgrabung
Hierbei werden die Kosten für die archäologischen Untersuchungen vom Träger des Bauvorhabens übernommen, der einen Eingriff in das (potentielle) Bodendenkmal verursacht. Diese Präventivgrabung ist in einigen Ländern der EU[19] die obligatorische Art der Ausgrabung bei geplanten Bauprojekten.[20]
- Lehrgrabung (englisch: training excavation)
Der Befund wird im Rahmen einer Lehrveranstaltung, in den meisten Fällen eines archäologischen Universitätsinstitutes, mit Studentinnen und Studenten ergraben, damit diese einen Einblick in die praktische Grabungstechnik erhalten. Anschließend erfolgt eine Grabungsaufarbeitung (Material- und Befundauswertungen) in einer oder mehreren weiteren Lehrveranstaltungen. In der Regel ist die Teilnahme an einer Lehrgrabung im Laufe eines Studiums archäologischer Fächer Pflicht.

Die Grabungstechnik kennt drei prinzipielle Verfahren:
- die Sondierungsgrabung (englisch: exploratory excavation). Hierbei wird kleinräumig gegraben, um erste Erkenntnisse über die Boden- und Befundsituation zu gewinnen: Sie wird ausgeführt als:
  - Punktgrabung, eine Untersuchung an einer Stelle, etwa um einen Einzelfund zu bergen, oder eine aus einer Messung gewonnene Besonderheit zu sichten,
  - Sondierschnitt beziehungsweise Suchschnitt: Ein Schnitt legt ein lokales Profil durch eine Befundlage frei. An ihm lassen sich allgemeines Ausmaß der Grabungsstätte und zu erwartende Fundschichten ablesen.
Bekanntester Sondierschnitt ist wohl der Schliemanngraben, der sich durch den Hügel von Hisarlık (Troja) zieht, damals ein revolutionäres und richtungsweisendes Vorgehen, heute wird die Methode kritisch gesehen.
- die eigentliche Ausgrabung, die als Freilegung den gesamten Befund aufdeckt und alle Funde birgt. Heute ziehen sich Freilegungen aufgrund der sorgfältigen Arbeit, und um nicht übermäßig viel Fundmaterial, das dann nicht ausgewertet werden kann, zu bergen, über etliche Jahre hin, beziehungsweise werden überhaupt nur mehr im begrenzten Rahmen angelegt.
- die Sichtungsgrabung: Ist schon im Voraus abzusehen, dass ein Fund nicht zu bergen ist (etwa aus finanziellen Gründen) und auch nicht bedroht ist, führt man heute Grabungen aus, die die eigentlichen Fundschichten unbehelligt lassen, dokumentiert diese, birgt einzelne repräsentative Objekte und deckt die Fundstelle wieder ein.

Fast alle Ausgrabungen richten sich nach der Stratigraphie des Befundes. Sie ist die in einem vertikalen Schichtenprofil feststellbare Abfolge mehr oder weniger horizontal verlaufender Straten. Als untere Grenze einer Ausgrabung wird im Idealfall bei Forschungsgrabungen versucht, die natürlichen, ohne Menscheneinwirkung entstandenen Erdschichten beziehungsweise das gewachsene Gestein zu erreichen. Bei Notgrabungen soll zumindest die Tiefe ergraben werden, die auch von der Baumaßnahme selbst erreicht wird.
Von den wissenschaftlichen Grabungen zu unterscheiden sind die Raubgrabungen (englisch: archaeological looting) die in ihrem Fokus auf Sonderfunde in der Befundlage verheerende Schäden hinterlassen – von rechtlichen und moralischen Aspekten abgesehen.

### Grabungstechnik

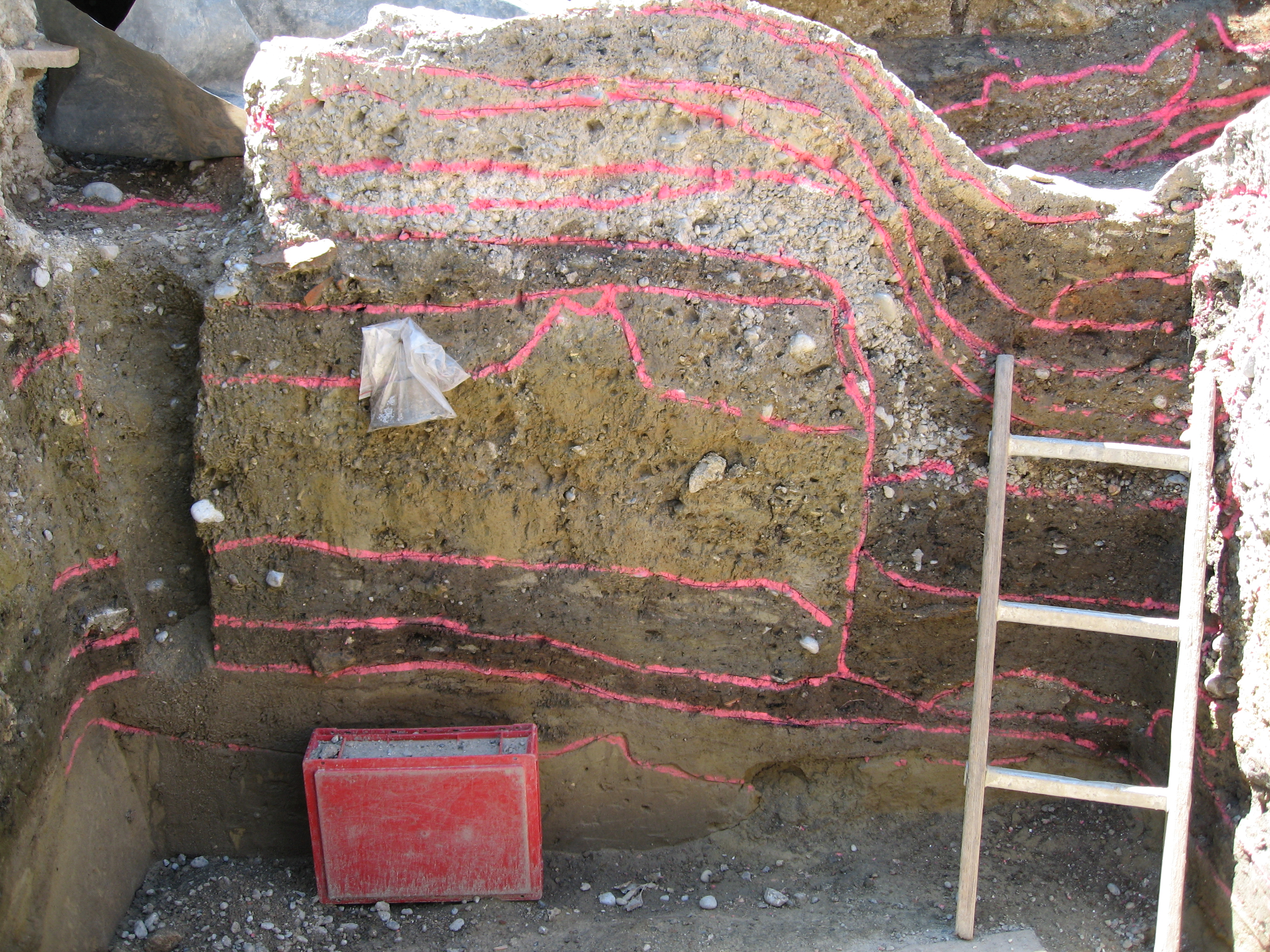
Schichtprofil (Augsburg, Inneres Pfaffengässchen)

Die definierte und vermessene Grabungsfläche, auch Grabungsschnitt, wird manuell und sukzessive abgetragen. Folgt die Abtragung willkürlich festgelegten Bodenschichten, liegt eine Planagrabung vor. Folgt sie den natürlich unterscheidbaren und damit evidenten Schichten, so ergibt sich eine stratigraphische Grabung. Dabei tritt häufig ein sogenannter geschlossener Fund zu Tage, das ist dann eine Gruppe von Funden, deren zugehöriger Befund darauf schließen lässt, dass nach einem bestimmten Ereignis oder Zeitpunkt kein weiteres Artefakt mehr hinzukam.
Zum Zwecke der erleichterten Dokumentation und damit der späteren Rekonstruktion werden größere Grabungsflächen, -schnitte in kleinere Grabungsschnitte unterteilt, zwischen denen Stege stehen bleiben. Solche Grabungsschnitte sollten zum einen eine einheitliche Abmessung haben, geometrisch entweder Rechtecke oder Quadrate, zum anderen nebeneinander in einer Reihe angelegt werden. Die Ränder der Grabungsschnitte werden penibel vertikal abgetragen, um das Profil der Bodenschichten zu erhalten.
Prinzipiell werden in der Archäologie zwei verschiedene Grabungstechniken unterschieden (bei vielen Varianten in der Anlage der Schnitte und der Dokumentation):
- Grabung nach künstlichen Schichten (besser: nach willkürlichen Schichten), Planagrabung.
- Grabung nach natürlichen Schichten (besser: nach evidenten Schichten), Schichtengrabung oder Stratagrabung.

Nach der horizontalen Ausprägung wird unterschieden:
- Deutsche Grabung (besser: Flächengrabung)
- Englische Grabung (Wheeler-Kenyon-Methode)

Grabungen, die an einer Stelle besonders viele Schichtungen umfassen, werden als Tiefschnitte bezeichnet. Für sie gelten besondere Sicherheitsbestimmungen infolge der Gefährdung durch Abrutschen. Unterschieden wird auch zwischen einer Ausgrabung und einer Schürfung. Letzteres ist eine sehr kleine, nur Ausschnitte eines zu behandelnden Objekts betreffende Grabung, bei der erste grundsätzliche Fragen geklärt werden sollen.

### Planagrabung
Eine Planagrabung ist eine Grabung nach künstlichen (vom Ausgräber willkürlich gewählten) Schichten. Dabei werden Plana (latein. planum „Ebene“) oder Abstiche von regelmäßiger Stärke unabhängig vom Verlauf der einzelnen Kulturschichten (vergleiche hierzu Begehungshorizont) abgetragen und auf diesen ebenen Flächen die Befunde eingemessen. Gegraben wird in horizontalen Abträgen willkürlich festgelegter Stärke (z. B. 5 cm). Zugewiesen werden die Funde über Einzeleinmessung oder zu den Abträgen. Die Anlage von Profilen ist von zentraler Bedeutung.

### Stratigraphische Grabung

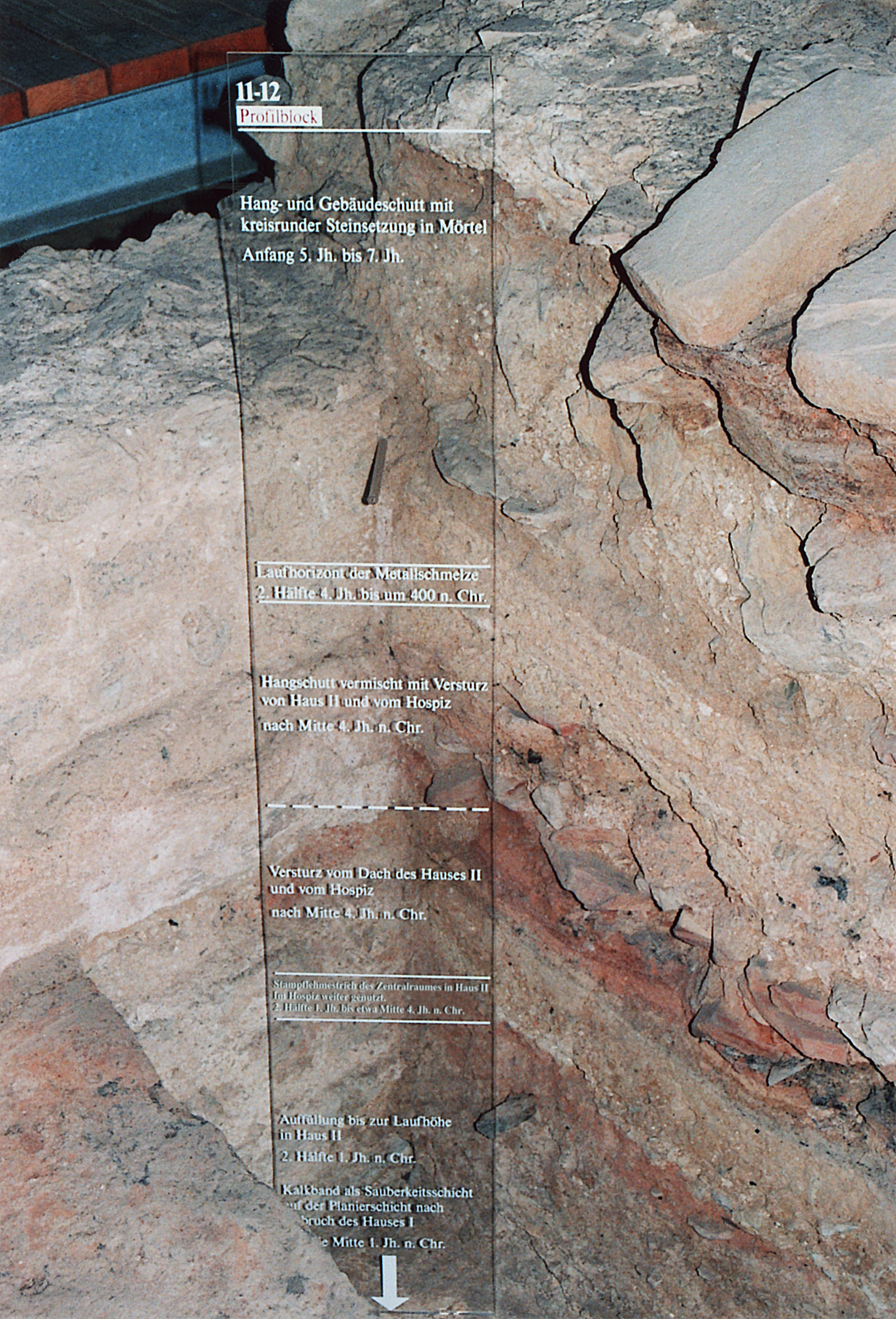
Profilblock in der Römervilla von Bad Neuenahr-Ahrweiler

Sind an einem Ausgrabungsort stratifizierbare Befunde vorhanden, kommt der stratigraphischen Methode bei der Erstellung einer lokalen relativen Chronologie eine zentrale Bedeutung zu. Hierbei ist streng zwischen Abfolge der Schichten, strata selbst und den archäologisch relevanten gewinnbaren Objekten zu unterscheiden. Jede Stratigraphie gilt nur für loko-regionalen Befund, den sie beschreibt. Das Erstellen jeweils singulärer, lokaler zunächst einmal fundarealspezifischer Abfolgen ist der wissenschaftliche Drehpunkt.
Eine Stratigraphische Grabung oder Schichtengrabung ist eine Grabung nach evidenten (natürlich vorgegebenen) Schichten. Dabei wird jede einzelne authentische Kulturschicht minutiös freigelegt. Die Stärke der Schicht spielt dabei keine Rolle, sie ist allenfalls ein arbeitstechnisches Problem. Hierbei wird mit dem jüngsten Befund beginnend Befund für Befund abgetragen. Dabei entstehen keine ebenen Grabungsflächen, doch ist die Zuweisung der Funde zum Befund eindeutig.
Auf dieser Grabungstechnik beruht auch die Harris-Matrix oder Harris-Winchester-Matrix. Sie wurde im Februar 1973 von Edward Cecil Harris entwickelt.
Die Harris Matrix ist ein grafisches Werkzeug, das zwischen den Jahren 1969 bis 1973 entwickelt wurde. Die graphische Darstellung, im Sinne einer technischen Zeichnung bzw. Bauzeichnung, dient der Prüfung und Interpretation der Stratigraphie archäologischer Stätten. Für die Darstellung, letztlich eines dreidimensionalen Körpers in einer zweidimensionalen Zeichnung, werden in der Regel vorgefertigte Formblätter mit einem Kastenraster verwendet.
Harris wies u. a. darauf hin, dass es archäologische Schichten gibt, in denen keine Artefakte eingeschlossen sind. Die archäologische Stratifizierung sei aber unabhängig hiervon, also ohne Berücksichtigung des eingeschlossenen Fundinventars, zu analysieren. Denn erst auf der Basis einer solchen fundunabhängigen, rein auf die archäologische Stratifizierung ausgerichteten Analyse einzelner Straten, sei eine eindeutige und reproduzierbare Zuordnung der relativ-zeitlichen Positionen möglich.
Die stratigraphische Methode legt vier Regeln zu Grunde, die erstmals von Edward. C. Harris (1979) systematisch ausformuliert worden sind:
- Das Stenosche Lagerungsgesetz (englisch law of superposition)
- Das Gesetz der ursprünglichen Horizontalität (englisch law of original horizontality)
- Das Gesetz der ursprünglichen Kontinuität (englisch law of original continuity)
- Das Gesetz der stratigraphischen Abfolge (englisch law of stratigraphical succession).

Diese ersten drei Regeln wurden bereits in der Geologie (Stratigraphisches Prinzip) von Nicolaus Steno formuliert, jedoch wurde die vierte Regel in der Archäologie entwickelt.

### Grabungsarten, die Flächengrabung und Wheeler-Kenyon-Grabungsmethode
Nach der horizontalen Ausprägung einer Grabung wird in die:
- „Deutsche Grabung“ korrekter Flächengrabung
- „Englische Grabung“ korrekter Wheeler-Kenyon-Methode

unterschieden.

#### Flächen- oder deutsche Grabung
Bei der deutschen Grabungsmethode oder Flächengrabung werden die einzelnen Befunde auf dem Planum markiert und danach ausgehoben. Das bedeutet, dass die gesamte Fundstelle flächig ergraben wird. Dies ist jedoch zeitlich wie finanziell sehr aufwendig und wird deshalb in Reinform kaum betrieben.

#### Wheeler-Kenyon-Methode oder englische Grabungsmethode
Die Technik hat ihren Ursprung in den Arbeiten (1930–1935) von Mortimer Wheeler und Tessa Wheeler in Verulamium, der drittgrößten Stadt in der römischen Provinz Britannia. Später wurde die Grabungstechnik von Kathleen Kenyon während ihrer Ausgrabungen in Jericho (1952–1958) verbessert. Die Englische Grabung oder Wheeler-Kenyon-Methode teilt das Planum in regelmäßige Quadrate auf und wird daher auch Quadrantenmethode genannt. Diese Quadrate werden dann ausgehoben, wobei lediglich schmale Stege, balk, so genannte Kontrollstege, stehenbleiben, weil in ihnen der Verlauf der Straten überprüfbar bleibt. Der Vorteil der englischen Grabungsart ist die Exaktheit, nachteilig ist der immense Arbeitsaufwand. Die Bezeichnung „Englische Grabung“ ist missverständlich und historisch bedingt, da in der britischen Archäologie heute überwiegend Flächengrabungen durchgeführt werden.
Diese vertikalen Erdscheiben ermöglichen es den Archäologen, die genaue Herkunft eines gefundenen Objekts oder Merkmals mit benachbarten Erdschichten („Schichten“) zu vergleichen. Diese Methode bietet den Archäologen in erster Linie ein Rastersystem, um ihre Funde besser zu organisieren, während sie graben; denn mit den Quadraten wird den Archäologen ein guter Einblick in die Schichtung des Grabungshorizontes gegeben. Der Hauptgrund für diese Methode besteht darin, die verschiedenen Horizonte und des Standorts zu kennzeichnen und detailliert zu erfassen.

Aufteilung nach der Wheeler-Kenyon-Methode. Schematische Darstellung des nummerierten Explorationsquadrats, das rote Quadrat ist ein Explorationsquadrat, das graue ist die tatsächliche Ausgrabungsfläche, berechnet als 5 m × 5 m, die Stege sind jeweils 4 m × 1 m und die wichtigsten Säulen sind 1 m × 1 m. Die Ausgrabung wird normalerweise Schicht für Schicht nach unten in den Bodenhorizont durchgeführt.

### Fund und Befund in der Feldarchäologie
In der Grabungstechnik wird zwischen Funden (bewegliche Gegenstände) und Befunden (unbewegliche Strukturen) unterschieden.
Ein Fund bezeichnet ein Fundobjekt, also in der Regel einen oder mehrere Gegenstände – auch Artefakte genannt, die archiviert werden können. Allerdings gewinnt erst durch die Einbettung des Fundstücks in seinen Umgebungszusammenhang (Kontext) der jeweilige Fund seine wissenschaftliche Bedeutung. Hierzu müssen die Funde eingemessen werden, das heißt die geographischen Koordinaten sind zu bestimmen und zu dokumentieren.
Ein Befund hingegen bezeichnet ein nach einer Untersuchung oder Prüfung festgestelltes Ergebnis eines Fundkontextes beziehungsweise die Fundumstände. Das sind in der Regel Bodenkonsistenzen, die ebenfalls dokumentiert werden können und für die wissenschaftlichen Archäologen zumeist bedeutender als das Fundstück selbst sind. Als Befunde werden dabei alle sichtbaren Strukturen (Mauern, Abfallgruben, Gräben, Pfostengruben, Schichten) beschrieben, wobei prinzipiell auch auf der Grabung nicht sofort sichtbare Strukturen als Befund zu bezeichnen sind (beispielsweise Fundkonzentrationen, Muster der Fundverteilung, Schwermetallbelastung des Bodens, Phosphatgehalt des Bodens). Wenn nichts archäologisch Relevantes aufgefunden werden sollte, wird diese Tatsache in der archäologischen Fachsprache auch als negativer Befund bezeichnet.

## Verlauf einer Ausgrabung

### Administrative Verfahren, geodätische Vermessungen, Archäoinformatik
Zunächst sind die behördlichen Bestimmungen des jeweilig zuständigen Amtes zu klären und die Ausgrabung zu planen. Sodann muss das Grabungsgebiet geodätisch erfasst, sprich „eingemessen“ werden; denn die Voraussetzung für eine Ausgrabung ist die zerstörungsfreie Exploration (Survey) der Grabungsoberfläche des Terrains mittels archäologischer und geophysikalischer Prospektionsmethoden. Zur geophysikalischen Prospektion stehen Bodenwiderstands- und Suszeptibilitäts-Messsysteme, Georadar-, Geomagnetik-Messapparaturen bereit.
Obligat ist bei einem archäologischen Survey die Erhebung präziser geodätischer Daten um aus diesen geodätische Netze zu errechnen. Eine kartografische Erfassung des Grabungsterrains, inklusive der vorliegenden Befunde und deren topografischer Kontexte, schließen die Phase ab.
Da zumeist eine große Anzahl von Punkten auf dem Gelände mit hoher Präzision aufzunehmen sind, erfolgt die Einmessung mittels eines über trigonometrische Punkte stationierten Gerätes (Tachymetrie, Tachymeter) und nicht über Global Positioning System (GPS).
In zunehmendem Maße spielt die Archäoinformatik eine wichtige Rolle, so zur Erfassung, Dokumentation und Berechnung der umfangreichen Datenmengen der archäologisch-historischen Befunde. Entstanden aus der Erkenntnis im Zusammenhang mit den technischen Möglichkeiten eigene Problem‐ und Informationsstrukturen zu entwickeln, welche spezifische informations‐
technische Ansätze dieser Wissenschaft einbezieht.

### Vorbereitung der Fläche
Nachdem die Grabungsfläche festgelegt ist, wird als Erstes mit Hilfe eines Baggers die Pflugschicht abgehoben. Von „Pflugschicht“ (in eigentlichen Sinne des Abtragens des Oberbodens) kann man bestenfalls in unüberbauten Gebieten sprechen. Im Rahmen der mittelalterlichen Stadtkernarchäologie kann die Pflugschicht durchaus aus meterdicken Packungen von Weltkriegsschutt bestehen.
Die hierdurch entstandene rechteckige Grube, deren Anfangstiefe vom Zerstörungsgrad der Oberflächendeckschicht abhängt, nennt man Grabungsschnitt. Jeder Schnitt bekommt nun eine fortlaufende Nummer und wird einem Schnittleiter, normalerweise ein erfahrener Grabungsarbeiter oder ein angehender Grabungstechniker, unterstellt, der eine eigene Dokumentationsmappe führt. Zunächst werden dann die Schnittkanten per Spaten gerade abgestochen, um Profile zu gewinnen, und die Fläche per Schaufel grob glatt geschoben, um ein erstes Planum zu erhalten. Im Feinputz wird danach die gesamte Fläche des Schnitts mit Archäologenkellen von letzten Resten der Pflugschicht befreit.
Auf dem so freigelegten Boden können dann erste Befunde bereits erkennbar sein, wenn sie sich farblich vom umgebenden Boden abheben. Bevor diese markiert werden, wird jedoch zuerst mit Hilfe eines elektronischen Tachymeters (Totalstation) ein Netz von Koordinaten über die Fläche gelegt, das sich an der geografischen Länge und Breite orientiert. Anschließend können die Befunde markiert und die Fläche fotografiert werden. Theodolite sind bei Ausgrabungen in Deutschland inzwischen mehr in den Hintergrund gerückt. Mit dem Gauß-Krüger-Koordinatensystem ist eine winkeltreue Verortung möglich. Als neuester Technologieschub sind in einigen deutschen Bundesländern auch auf dem amerikanischen GPS-System gestützte Messgeräte zulässig. Hier ist aber die Genauigkeit zu berücksichtigen.
Da in Deutschland je nach Bundesland verschiedene Verfahren und Richtlinien zur Bearbeitung der Grabungsflächen bestehen, werden teilweise die Umrisse des Schnitts im Maßstab 1:100 gezeichnet. In diese Zeichnung wird ein Teilblattsystem eingetragen. Die Teilblätter selbst stellen die Fläche im Maßstab 1:20, bei besonderen Befunden auch im Maßstab 1:10 dar. Um später die Höhenunterschiede nachvollziehen zu können, wird die Fläche nivelliert und die Niv-Punkte auf den Teilblättern eingetragen. In Bayern wird in der Regel kein kompletter Schnitt in Umrissen gezeichnet. Hier nehmen die Archäologen mittels Befundblättern den Einzelbefund an der Oberfläche auf. Auf diesen vorgedruckten Befundblättern, die den Vorgaben des Bayerischen Landesamtes für Denkmalpflege entsprechen, findet neben einer Beschreibung und vorläufigen Interpretation auch eine Skizze des Befundes ihren Platz. Wichtige Befunde – beispielsweise Gräber – werden anschließend im Planum im Maßstab 1:10 mit Buntstiften detailgetreu wiedergegeben. Lediglich bei Stadtkerngrabungen werden große Flächen in den Plana zeichnerisch erfasst. Gruben oder Pfostensetzungen hingegen werden in Bayern lediglich in den Profilschnitten, in der Regel im Maßstab 1:20 gezeichnet. Neben dem von den Ämtern vergebenen Maßnahmennamen, der Flurstücksnummer und weiteren Angaben werden auf den Zeichnungen auch die Nivellements in metrischen Koordinaten eingetragen.

### Befundbearbeitung und Dokumentation

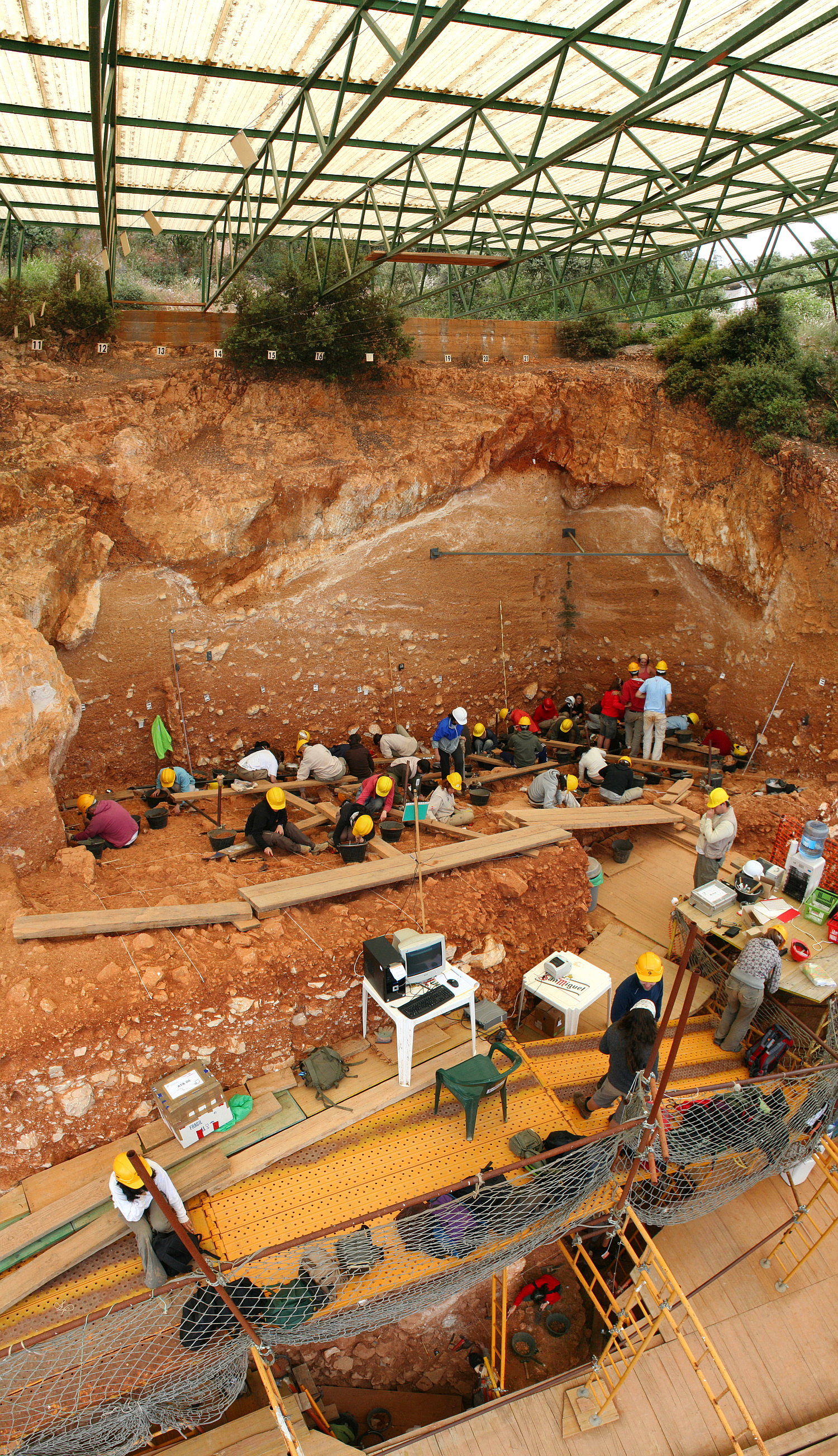
Grabungen bei einem Lager der Homo heidelbergensis in Atapuerca

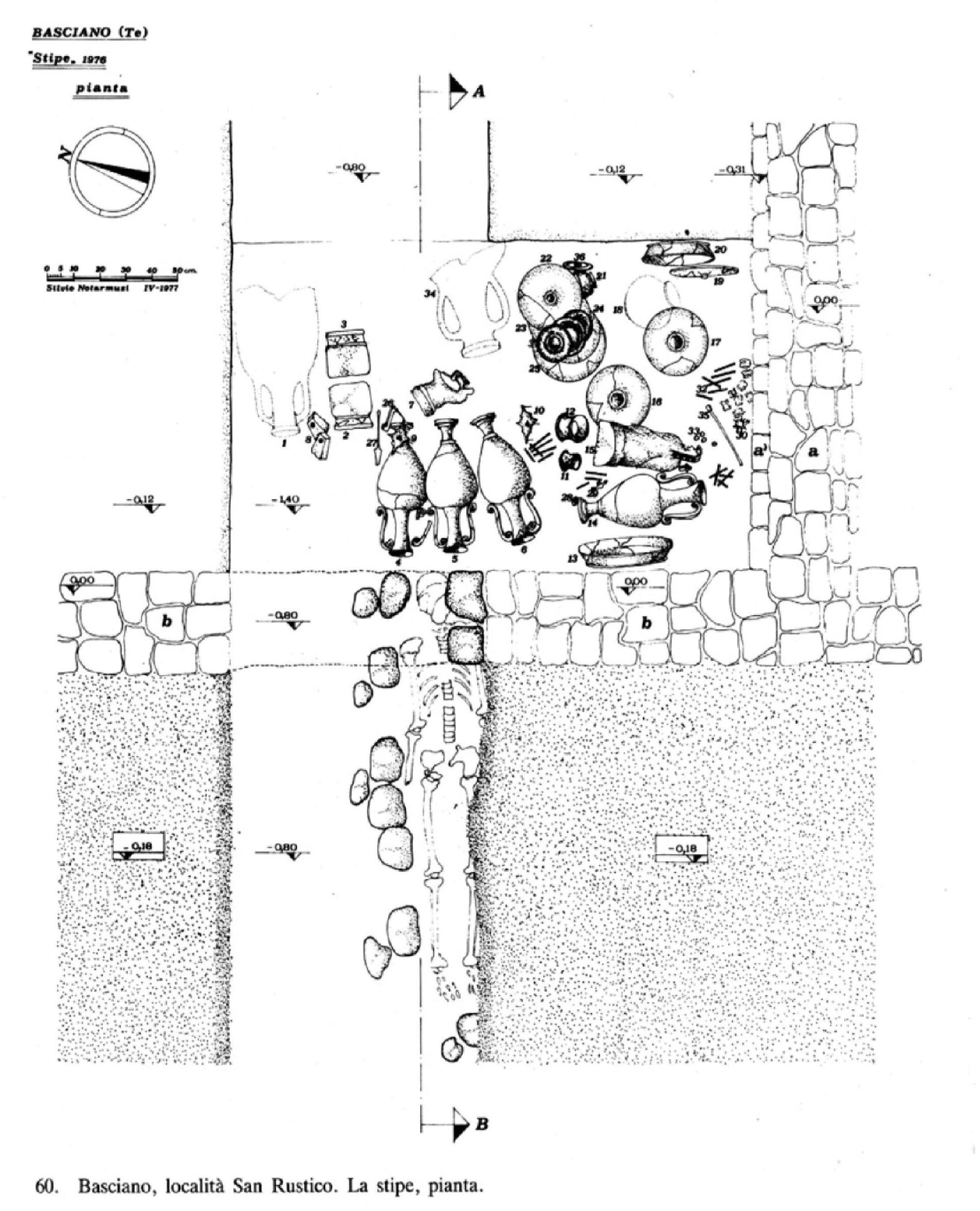
Grabungsskizze bzw. -zeichnung aus Vicus di San Rustico di Basciano (Provinz Teramo), mit Windrose zum Einnorden und numerischen und grafischen Maßstabsangaben

Schon während der Grabung beginnt die archäologische Dokumentation, die zugleich schon eine erste Form der Interpretation ist und die letztlich oft erst mehrere Jahre nach der Grabung publiziert wird. Heute wird die Dokumentation meist weitgehend durch EDV gestützt. Dabei müssen sämtliche Befunde im Planum und im Profil fotografiert, gezeichnet und beschrieben werden. Aus den Einmessungen der Plana bzw. der Profile müssen sich später 3D-Schichtoberflächen rekonstruieren lassen.
Beispielhafter Ablauf einer Befundbearbeitung: Die auf dem ersten freigelegten Planum markierten Befunde bekommen zunächst fortlaufende Nummern und werden meist im Maßstab 1:20 gezeichnet. Anschließend wird jeder einzelne Befund nivelliert und folgendermaßen beschrieben: Form, Ausrichtung, Größe, Lage, Zusammensetzung und vermutliche Funktion. Dies ist die Erstansprache. Wird innerhalb eines Befundes ein weiterer Befund entdeckt oder grenzen mehrere Befunde aneinander, so ist es ein Befundkomplex, der eine eigene Nummer und Erstansprache erhält.
Danach wird der Befund geschnitten, um ein Profil zu erhalten. Zunächst wird eine Profilschnur über den Befund gespannt, die ihn in zwei Hälften teilt. Die eine Hälfte wird nun mit der Kelle bis auf eine neue Schicht abgetragen. Ist die neue Schicht eine eingelassene Schicht, wird ein Zwischenplanum gezeichnet, die Schicht erneut nivelliert und dann bis auf die darunterliegende abgetragen. Entlang der Profilschnur wird das Profil lotrecht abgestochen und fotografiert. Bevor nun das Profil im Maßstab 1:10 gezeichnet wird, muss die Profilschnur gespannt und waagerecht nivelliert werden. So kann später auf der Zeichnung der Verlauf des Profils genau dargestellt werden.
Nachdem dies erledigt ist, wird die zweite Hälfte des Befundes ausgehoben und der gesamte Befund, das so genannte Negativplanum, fotografiert. Dieses Negativplanum wird nun wiederum nivelliert und kurz beschrieben. Zum Schluss wird wie bei der Erstansprache noch mal der gesamte Befund nach denselben Kriterien beschrieben und die tatsächliche Funktion festgestellt (Endansprache). Auch das jeweilige Planum erhält eine fortlaufende Nummer und wird schriftlich, fotografisch sowie zeichnerisch dokumentiert.
Normale Fundstücke (Keramikscherben, gebrannter Lehm, Knochen, Kohle) werden unter Angabe der Befundnummer eingetütet. Sonderfunde hingegen, wie Münzen, Waffen etc. werden einzeln eingemessen und nivelliert. Größere Befunde, wie Mauern, Öfen und dergleichen, werden fotografiert, nivelliert und im Maßstab 1:10 in einer separaten Zeichnung dokumentiert.
Danach wird die gesamte Fläche bis auf das darunter neu anzulegende, zweite Planum abgetragen und der Arbeitsablauf beginnt von vorn. Die so ermittelten Daten werden als Grabungsbericht aufbereitet und veröffentlicht.
Eine wissenschaftlich brauchbare Interpretation von Befunden besteht darin, dem Charakter des Befundes als Resultat eines (historischen) Ereignisses gerecht zu werden und dabei die zu ihm führenden Kausalitäten in sinnvoller und nachvollziehbarer Weise zu strukturieren und zu erzählen. Oder anders formuliert, wenn die Interpretation der Befunde als ein Ereignis erzählt wird, dann schafft diese Narration „Geschichte“. Oder wie Veyne (1971) es zusammenfasste, die „Geschichte“ ist die Erzählung von Ereignissen.

### Dreidimensionale (3D-)Rekonstruktionen von Grabungsfeldern (Auswertung)
Bei archäologischen Ausgrabungen werden vor Ort verschiedene Befunde freigelegt, die es gilt, nach wissenschaftlichen Methoden exakt zu dokumentieren. Sie können zur Grundlage weiterer Überlegungen werden. Häufig werden die Daten durch eine dreidimensionale Dokumentation mittels terrestrischen 3D-Laserscanverfahren oder Structure-From-Motion-Technik (SfM) erhoben. Sind etwa die Fundamentreste und damit der Grundriss von Gebäuden oder allgemein eines Bauwerkes freigelegt, stellt sich, über die Frage der exakten Einmessung hinaus, noch das Problem einer modellhaften Rekonstruktion der vorgefundenen Artefakte zu einem ursprünglich Ganzen. Wenn nun wenige Fundamentreste früherer Bauwerke freigelegt werden – oft sind es nur einige Gruben, in denen einst die Pfosten der Häuser befestigt waren – ist es in den meisten Fällen dennoch möglich, ein relativ genaues räumliches Modell des Ursprünglichen zu generieren, also darzustellen wie die Bauwerke in einer bestimmten Zeit in einem bestimmten Gebiet ausgesehen haben könnten. Die Grabungsdokumentation und die Datierung der Befunde liefert die Grundlage zur Rekonstruktion.
Der Vorgang der Rekonstruktion besteht darin, die unterschiedlichen Hinweise zu einem schlüssig rekonstruierten und virtuellen Gesamtbild zusammenzufügen. Die archäologischen Architekturmodelle (virtuelle Gebäudemodelle) werden zumeist mittels CAAD entworfen und dann mittels CAAM erzeugt. Diese Modelle werden auf verschiedene Arten weiter verwendet, etwa in einer fotorealistischen Visualisierung.

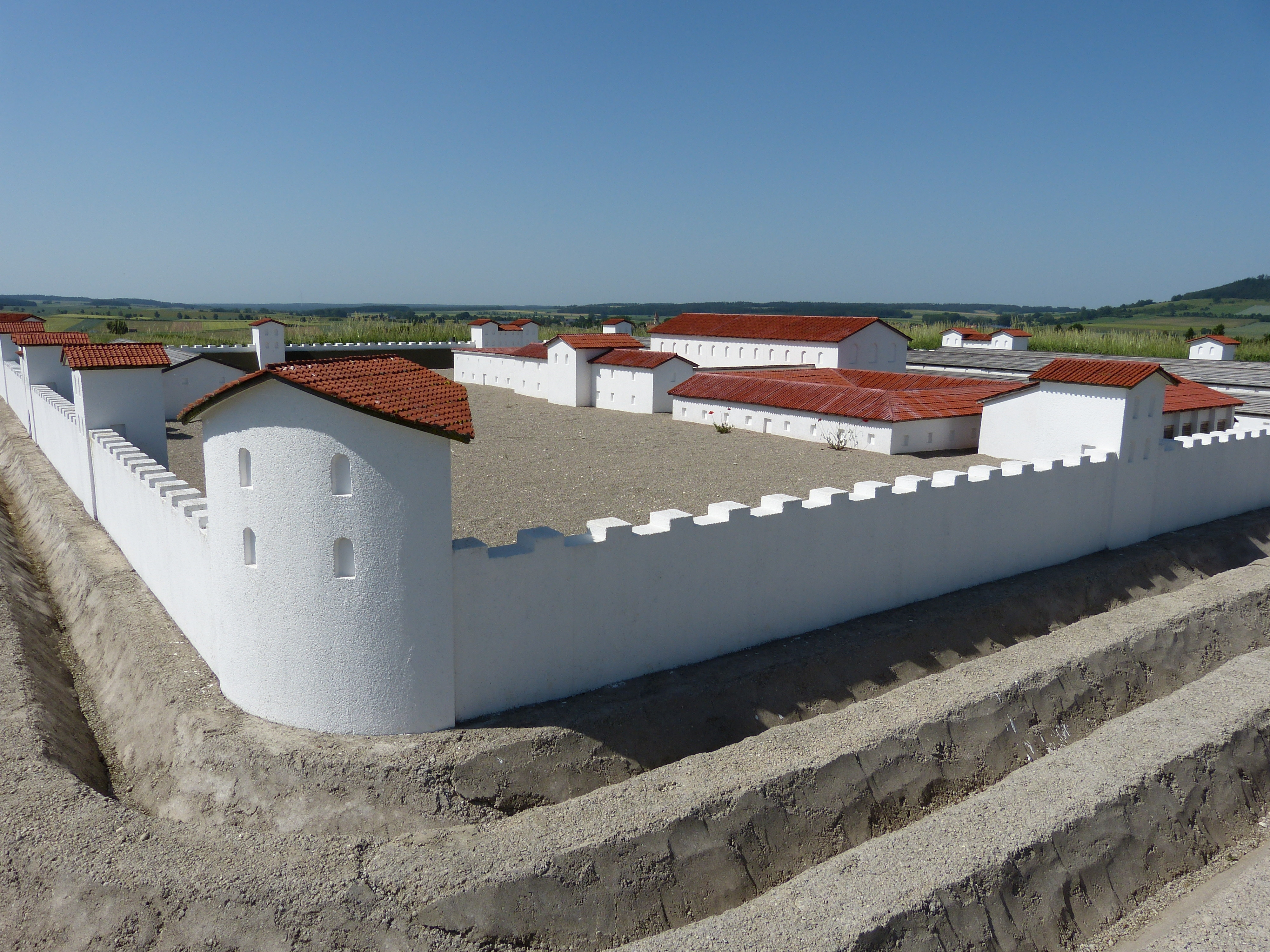
Fiktive 3D-Rekonstruktion (fotorealistische Visualisierung) des römischen Kastells Ruffenhofen zur Zeit Trajans

Mittels Analogieschlüssen lassen sich fehlende Informationen, also vorhandene (Re-)Konstruktionslücken schließen. Die Ergebnisse führen zu differenten Rekonstruktionen und damit zu unterschiedlichen Hypothesen über den fiktiven ursprünglichen Zustand. In einem Computermodell sind sie weiter überprüf- und veränderbar.
Eine weitere in zunehmendem Maße wichtige Methode der digitalen Dokumentation und damit Rekonstruierbarkeit, vor allem auch in kleinräumigen und schwierig zugänglichen Fundplätzen, liegt in der Photogrammetrie. Neben der Hardware (Digitalfotografie) ist eine entsprechende Software entscheidend, welche die Rohdaten in eine 3D-Datei umwandelt, etwa durch 3DF Zephyr Free oder Autodesk ReCap in ihren professionellen Versionen.

### Fundbergung
Eine „Bergung“ ist allgemein die lokale Verlagerung eines Objektes aus einer gegebenen Situation (Ausgrabung, Fundplatz, Fundensemble, Fundkontext), unter Zuhilfenahme von entsprechenden Mitteln (Grabungswerkzeugen etc.). Damit steht die Bergung in Beziehung zum Begriff des „Transportes“, also der Ortsveränderung von Objekten mit Hilfe von Transportmitteln.
Eine Bergung bedeutet eine Veränderung der mikroklimatischen Verhältnisse und führt damit zu potentiell relevanten Veränderungen des chemischen und physikalischen Zustands eines Artefakts durch äußere Einflüsse. Ferner ist die mechanische Belastung mit der damit einhergehenden Veränderung der Kraftvektoren durch die Herausnahme aus der ursprünglichen Fundumgebung, zu berücksichtigen; etwa durch das Eigengewicht des Objektes beim Transport. Die Daten zum Fund sollten auf einem gut sichtbaren, vor Feuchtigkeit und mechanischer Beschädigung gesicherten Fundzettel vollständig erfasst sein. Praktisch haben sich zum Schutz handelsübliche Plastiktüten mit Klettverschluss als Transportmittel bewährt, für organische Materialien können Adhäsionsfolien benutzt werden. Der weitere Transport kann in säurefreien Fundkartons oder -kisten, die ebenfalls beschriftet werden, erfolgen.

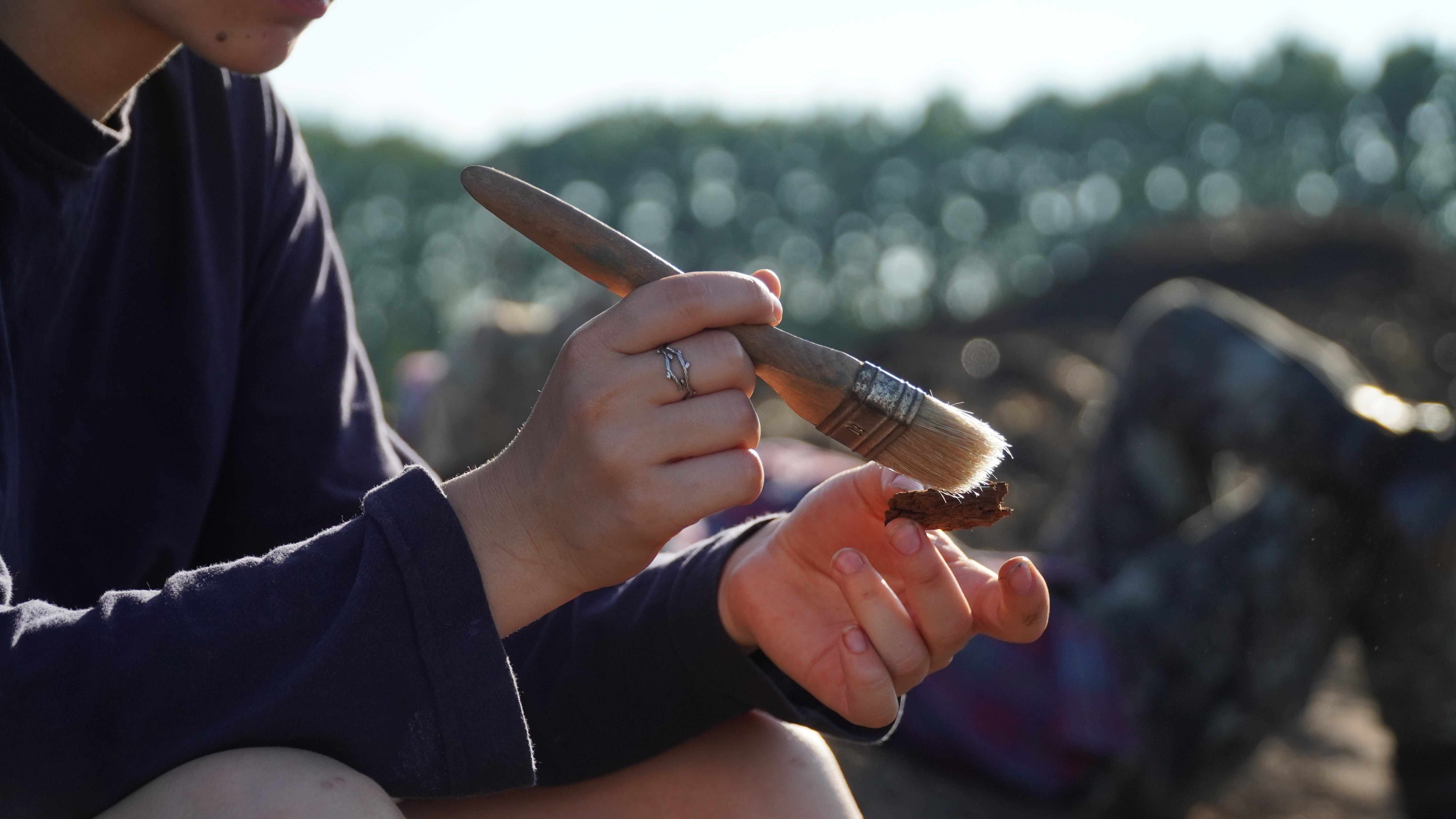
Bergung einzelner Funde; Archäologische Ausgrabungen in einem Grabhügel auf der Skorobir-Nekropole (Bilsk-Festung, Ukraine), der Fundkontext wurde gesichert.

Können die bei der Grabung gemachten Funde im Feld nicht angemessen dokumentiert werden, steht die Möglichkeit der Blockbergung zur Verfügung. Hierbei wird ein ganzes Fundensemble in toto entnommen und später unter möglichst optimalen Bedingungen im Restaurierungslabor freigelegt. Ein solches Vorgehen ist, je nach Beschaffenheit des Bodens, mehr oder weniger schwierig. Eine Option besteht in der Verwendung von Cyclododecan. Cyclododecan (CDAN) soll sich besonders für fragile Objekte und für Objekte mit instabiler Oberfläche, für Bergungen in Sand- und Kiesböden und als Trennmittel bei Abformungen eignen. Zunächst wird das Fundensemble mit der Airbrush-Methode oberflächlich weiter freigelegt. Das Luft-Wasser-Gemisch wird durch Druckluft und einer Sprühpistole aufgebracht. Anschließend imprägnieren die Exkavateure die so gereinigte Oberfläche mit Cyclododecan. Dabei wird Cyclododecan als Lösung in Benzinen unterschiedlicher Siedebereiche oder als Schmelze (Schmelzpunkt ca. 60 °C) verwendet. Cyclododecan ist ein alicyclischer gesättigter Kohlenwasserstoff, genauer ein Cycloalkan. Die verflüssigte wachsartige Masse umfasst und festigt die potentiell lockeren Gegenstände sowie das umgebende Erdmaterial und verhindert ein Verrutschen beim Bergen und dem späteren Transport. Der verfestigte Bereich wird behutsam abgegraben, der entstandene Block mit Gipsbinden oder Polyurethanschäumen eingepackt und schließlich unterhöhlt, bis er sich herausheben lässt. Eine Röntgen- und/oder Computertomographieuntersuchung des Fundblocks differenziert die einzelnen Gegenstände in situ, im Innern des vorliegenden Fundblocks. Cyclododecan verdampft rückstandsfrei. Eine Aufarbeitung des Blockes im archäologischen Laboratorium ist nunmehr gegeben.
Niedermolekulares Polyethylenglykol (PEG) (M = 400) kann u. a. später zur Konservierung von gefundenem archäologischem Nassholz eingesetzt werden. Schon im Jahre 1959 fand die Substanz ihren Einsatz, war aber aufgrund der unpassenden Molekularmassen (M) zunächst nicht suffizient verwendbar. Anschließend findet eine weitere Aufarbeitung der Holzartefakte in den archäologischen Labors bzw. Restaurierungswerkstätten statt; sie werden gereinigt und sodann in Lösungen mit unterschiedlichen PEG-Konzentrationen getränkt, um anschließend gefriergetrocknet zu werden. Bei der Bergung ist der Erhalt der Feuchtigkeit im Artefakt vorauszusetzen.

### Fundbeschriftung
Die Beschriftung der Funde erfolgt nach einem einheitlichen System. Dabei wird das entsprechende Fundinventar beschriftet, etwa das keramische-, lithische Inventar. In der Regel sollte jeder Fund, der von der Größe her eine Beschriftung zulässt, mit einer Fundnummer versehen werden; dies gilt auch bei Fundkomplexen. Für die spätere Aufbewahrung in Museen etc. ergeben sich weitere spezifische Bedingungen.
Grundsätzlich werden Funde beschriftet. Für die wissenschaftliche Bearbeitung ist eine Beschriftung unerlässlich, um die richtige Zuordnung der Funde auch dann zu gewährleisten, wenn sie aus ihren Verpackungen entnommen wurden. Die Fundtüten enthalten neben den Funden einen beschrifteten Fundzettel; für diesen gilt generell, dass er das Format DIN A6 aufweist. Er soll so in die Fundtüte gelegt werden, dass er von außen lesbar ist und, wenn er gefaltet wird, die linke Seite mit den Funddetails nach außen zeigt. Jeder Fundzettel hat eine eindeutige Bezeichnung, bestehend aus Aktivitätsnummer, Stellen-, Positions- und Unternummer. Diese Bezeichnung (Komponenten durch Bindestrich getrennt) findet sich oben links auf dem Fundzettel.
Es können aber auch wie folgt, der Fundort (Stadt/Gemeinde, Landkreis, Gewann), Fundstellennummer (oder Aktivitätsnummer), Befundnummer, Höhe ü NN, Art des Fundes (Anzahl und Art des Fundmaterials), Zeitstellung, GPS-Koordinaten, Funddatum und der Finder notiert werden. Eine entsprechend generierte Fundnummer vom Fundzettel kann zur Sicherheit auch noch auf das Artefakt aufgetragen werden. Durch die Verwendung einer Excel-Datei oder Ähnlichem kann eine eigenständige Funddatenbank generiert und durch Programmierung individuell angepasst werden.
Wird die Excel-Datei in ein CSV-Dateiformat umgewandelt, kann sie als Textdatei in ein Geoinformationssystem, etwa der freien Geoinformationssystemssoftware QGIS eingebunden werden. Das Ergebnis kann sodann in ein Shapefile umgewandelt werden, welches die Fundpunkte als Punktelayer auf eine topografische Karte projiziert.

## Fundaufbewahrung, Sammlungen, Museen, Institute
Nach Beendigung einer Grabung schließt sich eine weitere Stufe von wissenschaftlichen Untersuchungen und Analysen der Befunde und des Fundmaterials an. Auch hierbei bzw. in einem noch größeren Ausmaß spielt die Interdisziplinarität eine bedeutende Rolle. Diese Forschungsarbeiten dauern in der Regel länger an, als die eigentliche Grabung. Zunächst gehören hierzu die Erstellung eines Plans der Befunde, die Aufarbeitung der Grabungsskizzen, die Analyse der Stratigrafie, die Datierung der verschiedenen Siedlungsschichten durch das Fundmaterial (Fundinventar), ferner die Restaurierung der Funde am entsprechenden Arbeitsplatz für Konservierung und Restaurierung. Einige Fundobjekte gelangen auch in die Dauerausstellung eines Museums, während das Allermeiste des Fundmaterials im Depot der Sammlung eingelagert und aufbewahrt wird. Zum interdisziplinären Spektrum gehören die verschiedenen Archäologen, Philologen und Geschichtswissenschaftler, die unterschiedliche Kulturen im Blickpunkt haben. Je nach Quellengattung und Fundsituation werden sie durch stärker spezialisierte Disziplinen ergänzt, etwa durch die historische Bauforschung, die Dendrochronologie, die Epigraphik oder die Numismatik. Aber auch Fächer und Methoden, die eigentlich in anderen Fachdomänen zentral verankert sind, aber dennoch wichtige Informationen zu historischen Phänomenen beitragen können, werden mit einbezogen. Hier sind insbesondere die Anthropologie, forensische Anthropologie, Soziologie, Paläogenetik, Archäobotanik und Archäozoologie, die Geologie und Geographie sowie naturwissenschaftliche und medizinische Untersuchungen unvollständig aufzuzählen.

## Professionelle, privatwirtschaftliche Feldarchäologie (Unternehmen)
Durch die Schaffung des Berufs eines Grabungstechniker einerseits, der auf dem Gebiet der archäologischen Denkmalpflege sowie der archäologischen Forschung tätig ist, andererseits aber durch den gesetzlichen Auftrag der Denkmalschutzbehörden die im Interesse der Öffentlichkeit Bodendenkmäler vor der Zerstörung und Beseitigung schützen, sichern und dokumentieren müssen, wurden zu Beginn der 1990er Jahre in einigen deutschen Bundesländern private Unternehmen, in die bis dahin hoheitliche Aufgabe der Bodendenkmalpflege mit einbezogen. Die Unternehmensführung rekrutiert sich häufig aus Archäologen und Vermessungstechnikern. Je nach Spezialisierung des Unternehmens gestaltet sich sowohl die technische Ausstattung, als auch die spezialisierten weiteren Mitarbeiter des Teams. Die Leistungen reichen z. B. von der bodendenkmalfachlichen Beratung und Vorbereitung eines Bauvorhabens, Baubegleitung, Montanarchäologie, Voruntersuchung, Vermessung, Planerstellung, Erschließung und Grabung (archäologische Ausgrabungen bzw. Totalgrabung) bis zum Gutachten und der Recherche sowie Luftbild- und LiDAR-Auswertungen, Geophysik/Geomagnetik (Messung, Auswertung) und 3D-Laserscanning und deren Auswertungen, Fundmagazinierung. Auch archäozoologische und anthropologische Arbeiten und Fundaufarbeitungen gehören bei einigen Grabungsfirmen zum Portfolio. Ferner wird häufig auch die Übernahme der gesamten Kommunikation mit den zuständigen Dienststellen bzw. Landesämtern für Denkmalpflege (LfD) etc. übernommen. Aber auch Archäologische Dienstleistungsvermittler für die Grabungsfirmen selbst sind auf dem Markt, diese bieten je nach Bedarf Mitarbeiter mit Einzelfertigkeiten für die Grabungsfirmen und deren aktuellen Projekte an.
Dabei ist das Angebot und der Markt für Grabungsfirmen nur wenig übersichtlich. Die kommerziellen Grabungsfirmen müssen wirtschaftlich arbeiten, ihr Dienstleistungsangebot ist deshalb zumeist nicht auf ein Bundesland oder einen europäischen Staat beschränkt. Es existieren verschiedene Zertifizierungssysteme, etwa nach dem Berufsverband Deutscher Geowissenschaftler (BDG), ISO 9001, Chartered Institute for Archaeologists (CIfA), u. a. m. Die CIfA hat sich zum Ziel gesetzt ein einheitliches Gütezeichen zu schaffen, das das bestehende Registrierungssystem für archäologische Fachfirmen und Organisationen des international agierenden CIfA an deutsche Rechtsverhältnisse anpasst um es im deutschen Vergaberecht zu verankern (§ 34 VgV).
Die CIfA hat hierfür drei Akkreditierungsgrade geschaffen: „Practitioner (PCIfA)“, „Associate (ACIfA)“ und „Member (MCIfA)“, sie orientieren sich streng an der CIfA-Kompetenzmatrix. Bei einer „MCIfA“ akkreditierten Firmenleitung ist eine hohe Qualitätsgarantie zu erwarten.
Auch Mitgliedschaften im Verband archäologischer Fachfirmen, dem bayrischen Landesverband selbständiger Archäologen in Bayern oder dem Bundesverband freiberuflicher Kulturwissenschaftler (BfK) sind weitere Optionen.
Ebenso sind mehrfach Zertifizierungen geläufig. Aufgrund der ökonomischen Konkurrenzsituation einerseits, der Motivationslage und sozialen Verantwortung der Unternehmer sowie der Ausgabenpolitik öffentlicher Auftraggeber und staatlicher Behörden andererseits – um nur einige Faktoren des komplexen Zusammenwirkens zu nennen – sind Arbeitsbedingungen und Entlohnung in einigen Firmen durchaus prekär.
Darüber hinaus aber sind viele hochprofessionelle Grabungsunternehmen mit ihren Wissenschaftlern und Technikern in zunehmendem Maße an wissenschaftlichen Publikationen und Forschungsvorhaben beteiligt.

## Grabungswerkzeuge, Hilfsmittel für die Feldarchäologie (Auswahl)
Neben der Archäologenkelle, dem Truffel, finden noch eine Vielzahl weiterer Werkzeuge und Hilfsmittel Verwendung. So werden für gröbere Bodenarbeiten diverse Schaufeln oder Hacken und Hämmer eingesetzt, bevor die Archäologen unter Verwendung feinerer Werkzeuge wie Spitzkelle, Spatel und Pinsel die Grabung detaillierter weiterführen.
Die in einem Planum bergungsbereiten Artefakte können mit Feinwerkzeugen freigelegt werden, auch als „freiputzen“ bezeichnet. Handfeger, Rund- und Borstenpinsel sowie Handschaufeln werden zur Entfernung des Aushubs eingesetzt. Verschieden geformte Spatel eignen sich für die Feinarbeit beim Freilegen der Funde, aber auch Pinsel oder Dentalwerkzeuge wie Sonden etc.
Mittels unterschiedlicher Siebe, etwa Stapelsiebe, deren Maschenweite von oben nach unten abnimmt, können Objekte wie Pflanzenreste, kleine Knochen, Zähne, Fischgräten, Schmucksteine usw. aus dem Grabungsaushub aussortiert und geborgen werden.
Zum genauen Vermessen, dem „Einmessen“ der Grabungsfläche bedarf es entsprechender Vermessungsinstrumente; ferner Senklot, Lotschnur, Lotdraht, Wasserwaagen, sowie dokumentierte Druckverschlussbeutel und -dosen für die Aufbewahrung der Artefakte.
Für die Erstellung von Fundzeichnungen ist ein entsprechendes Equipment Voraussetzung. Solche Zeichnungen sind Bestandteil der wissenschaftlichen Dokumentation und werden durch Fotodokumentation, Laserscanning etc. komplettiert. Eine Fundzeichnung soll eine klare und eindeutige Wiedergabe des Objekts bzw. Fundorts leisten.
Hilfsmittel und Werkzeuge (Auswahl): in der Reihenfolge Begehung, Prospektion, Sondage, Grabung:

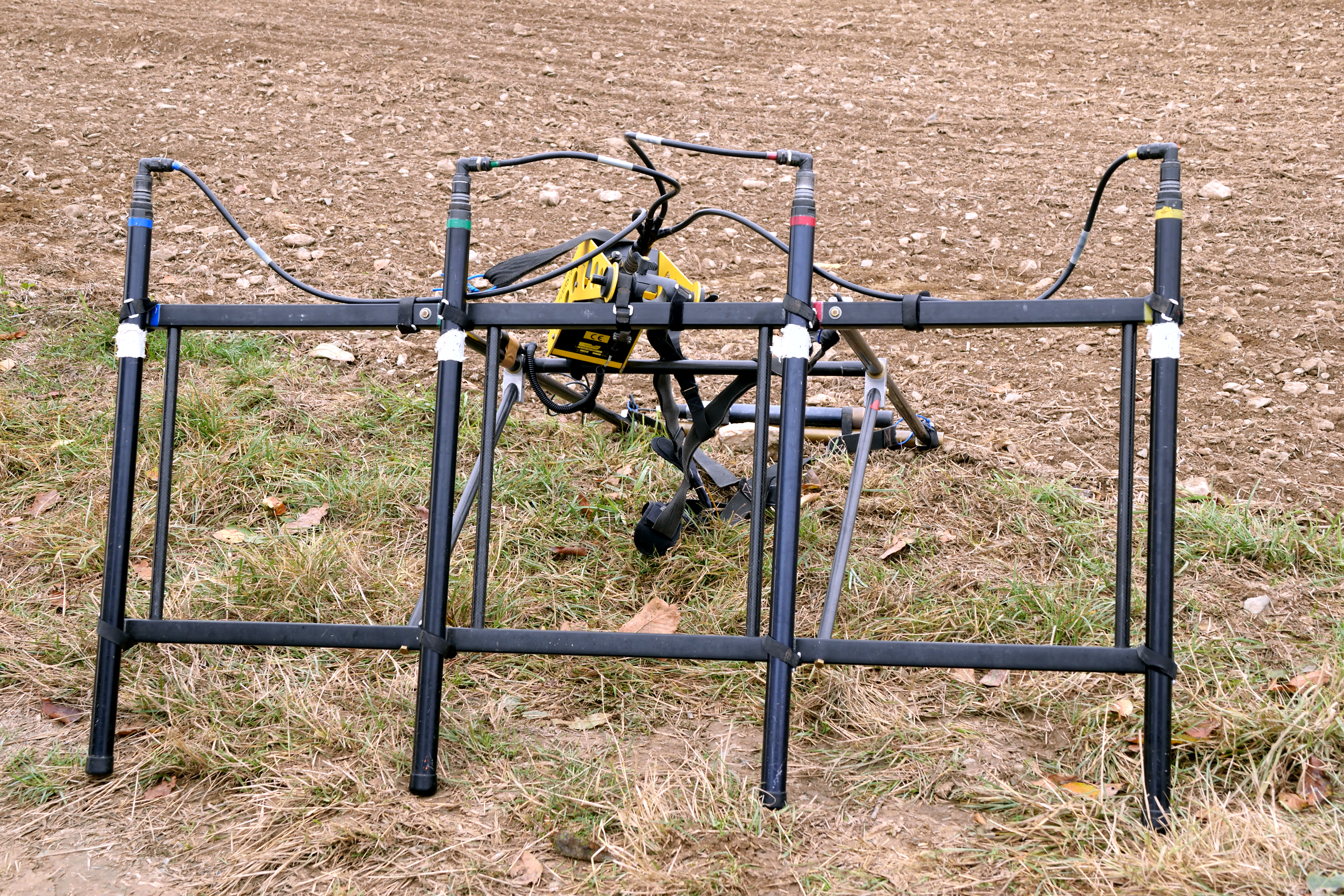
Fluxgatemagnetometer für das Survey
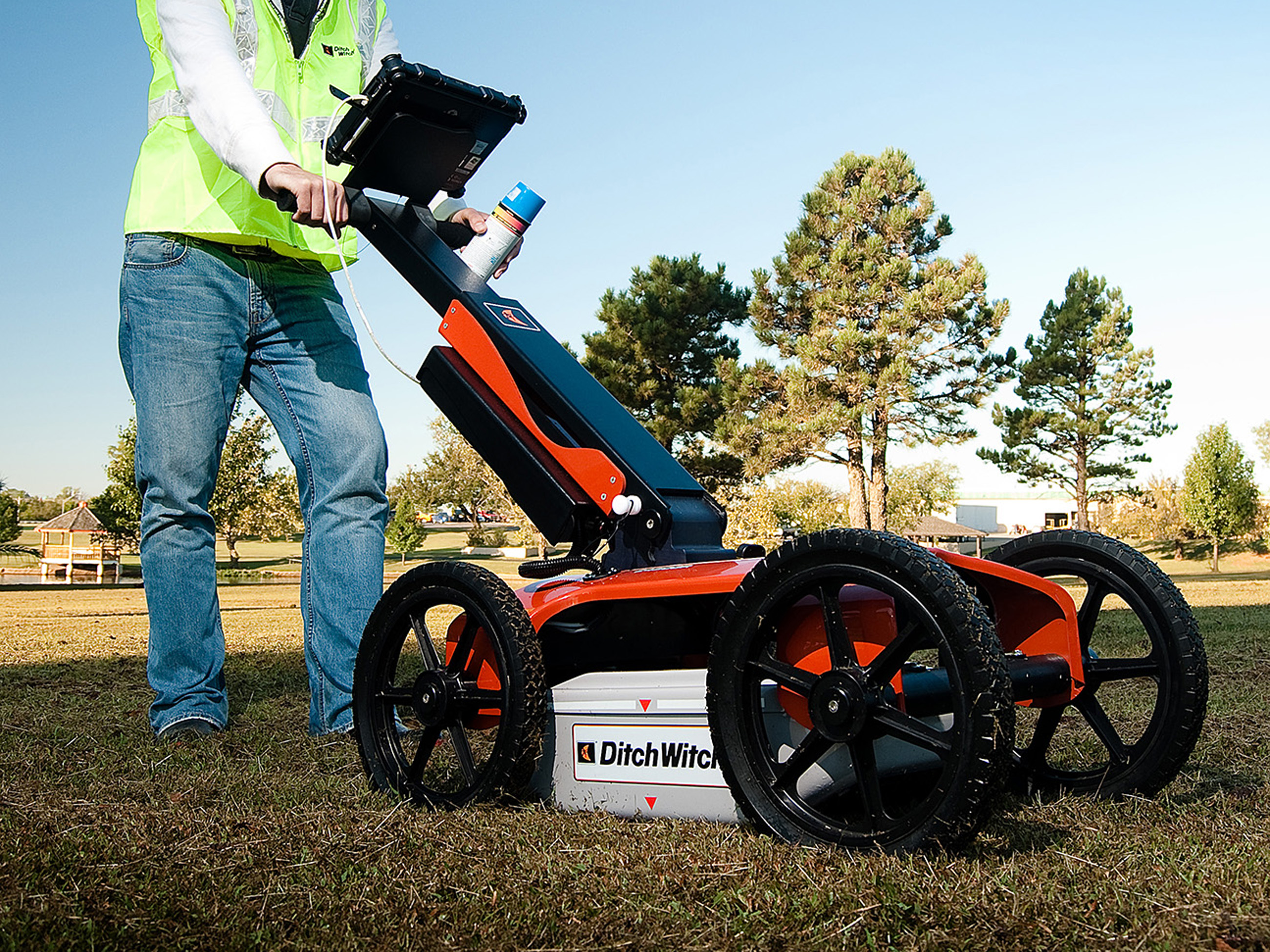
Bodenradar
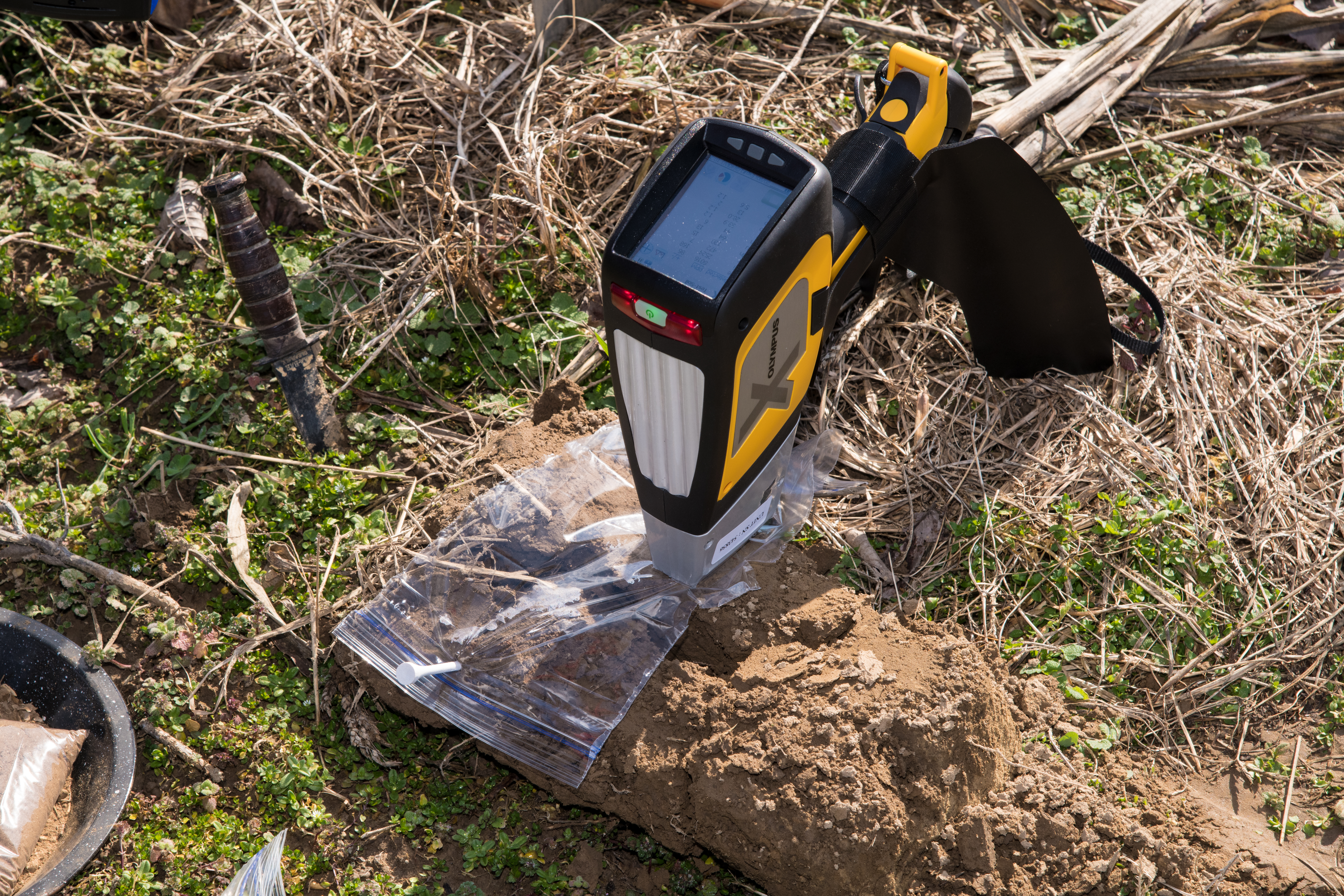
Tragbarer RFA-Analysator mit einem Siliziumdriftdetektor
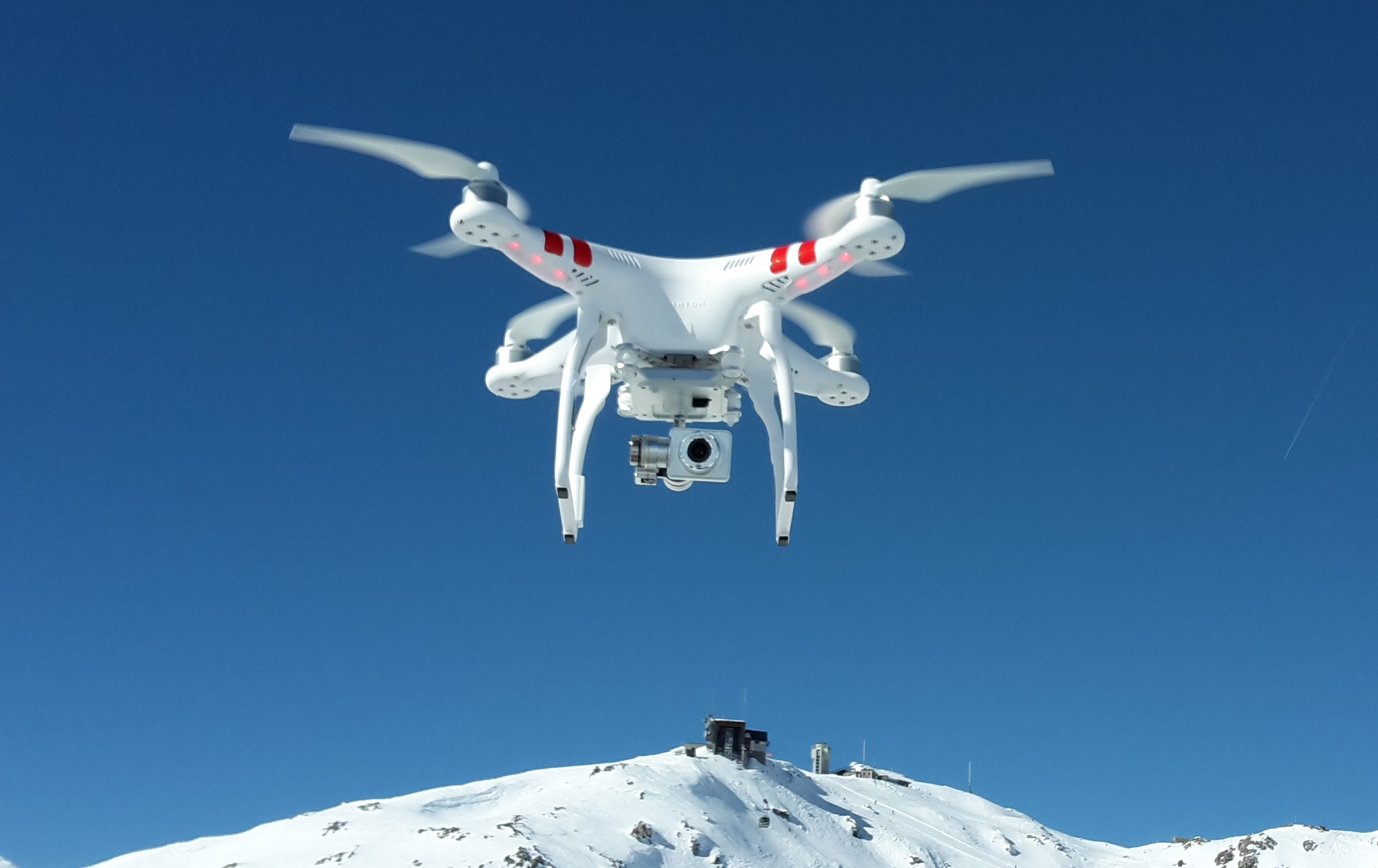
Drohne zur Luftaufnahme (Luftbildarchäologie)
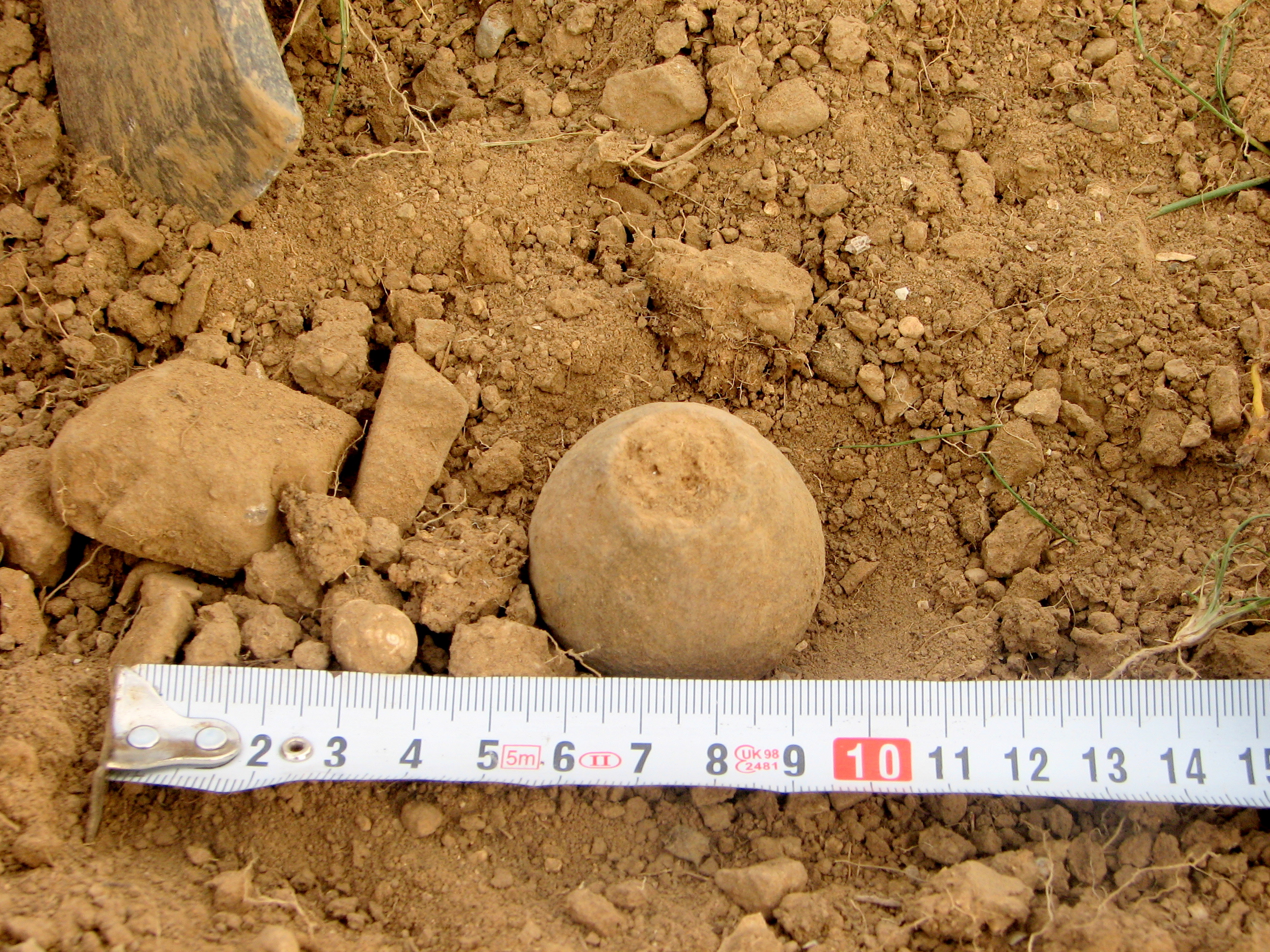
Flexibles metrisches Maßband
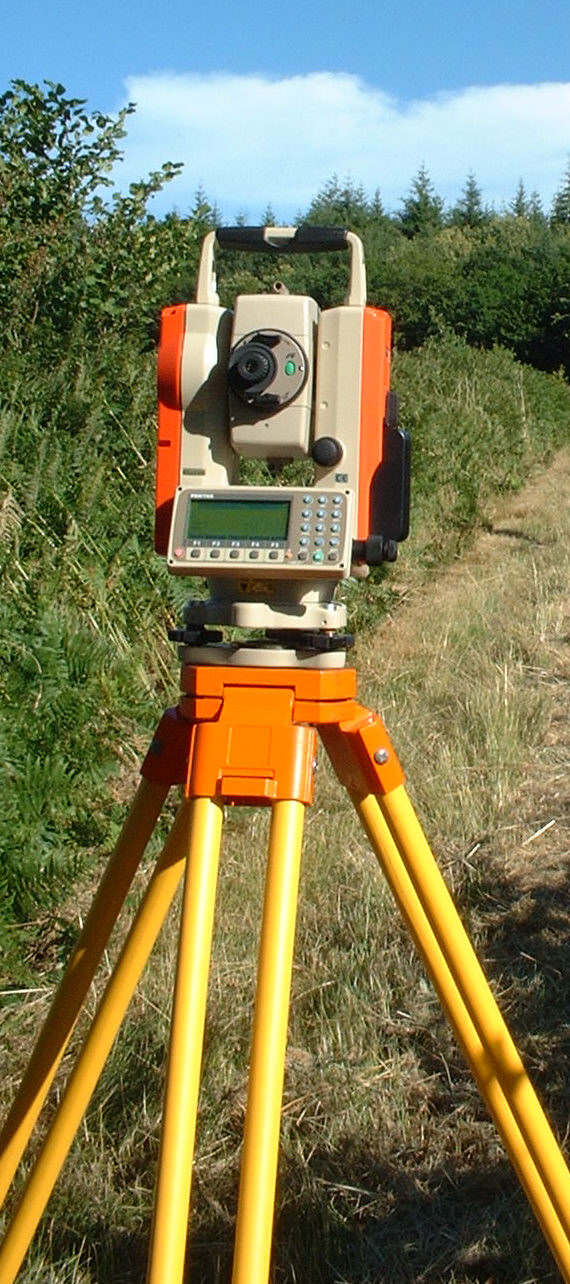
Tachymeter als Basis zur Erstellung eines elektronischen Grabungsplans
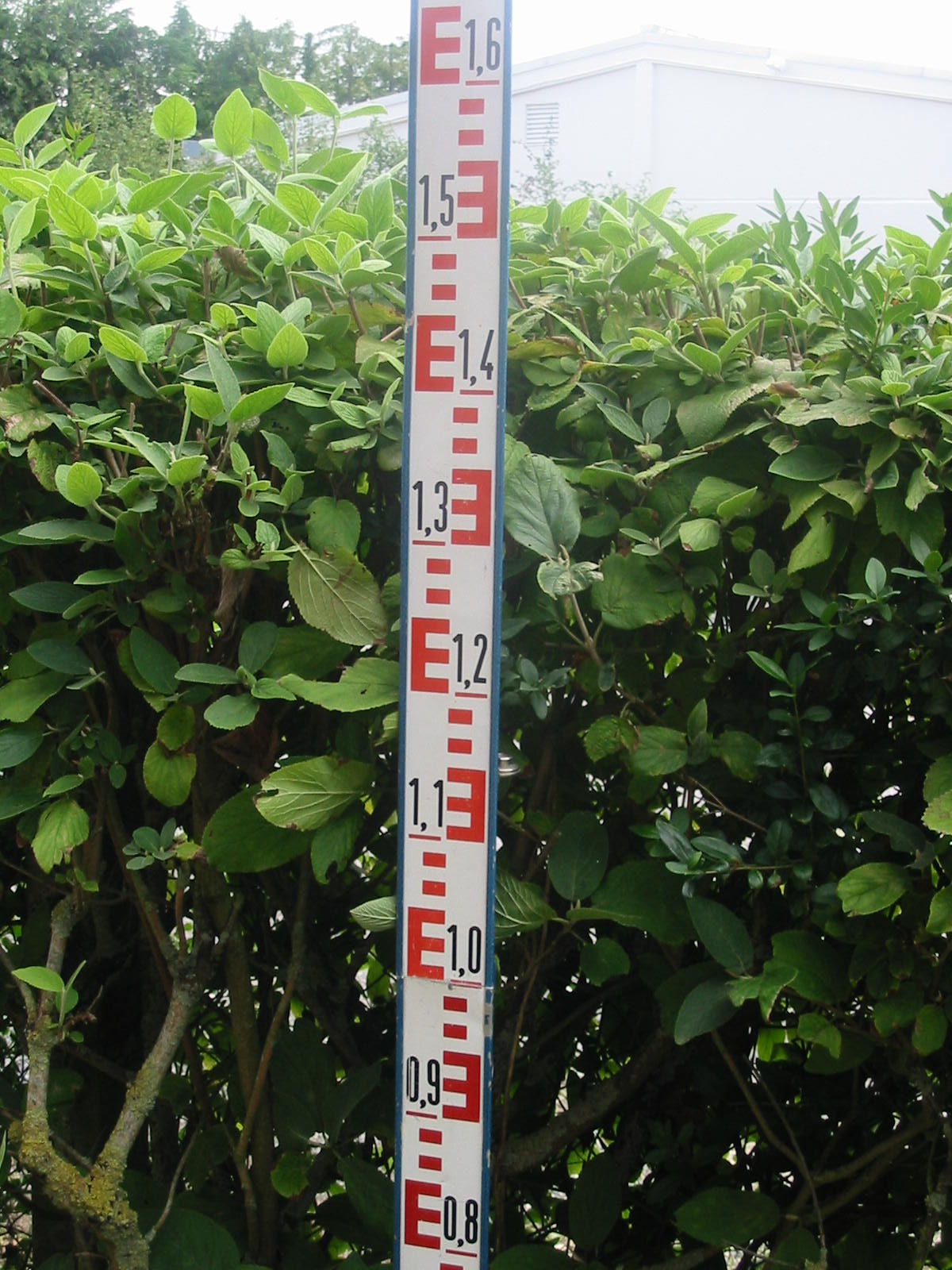
Nivellierlatte für Geodätische Messungen
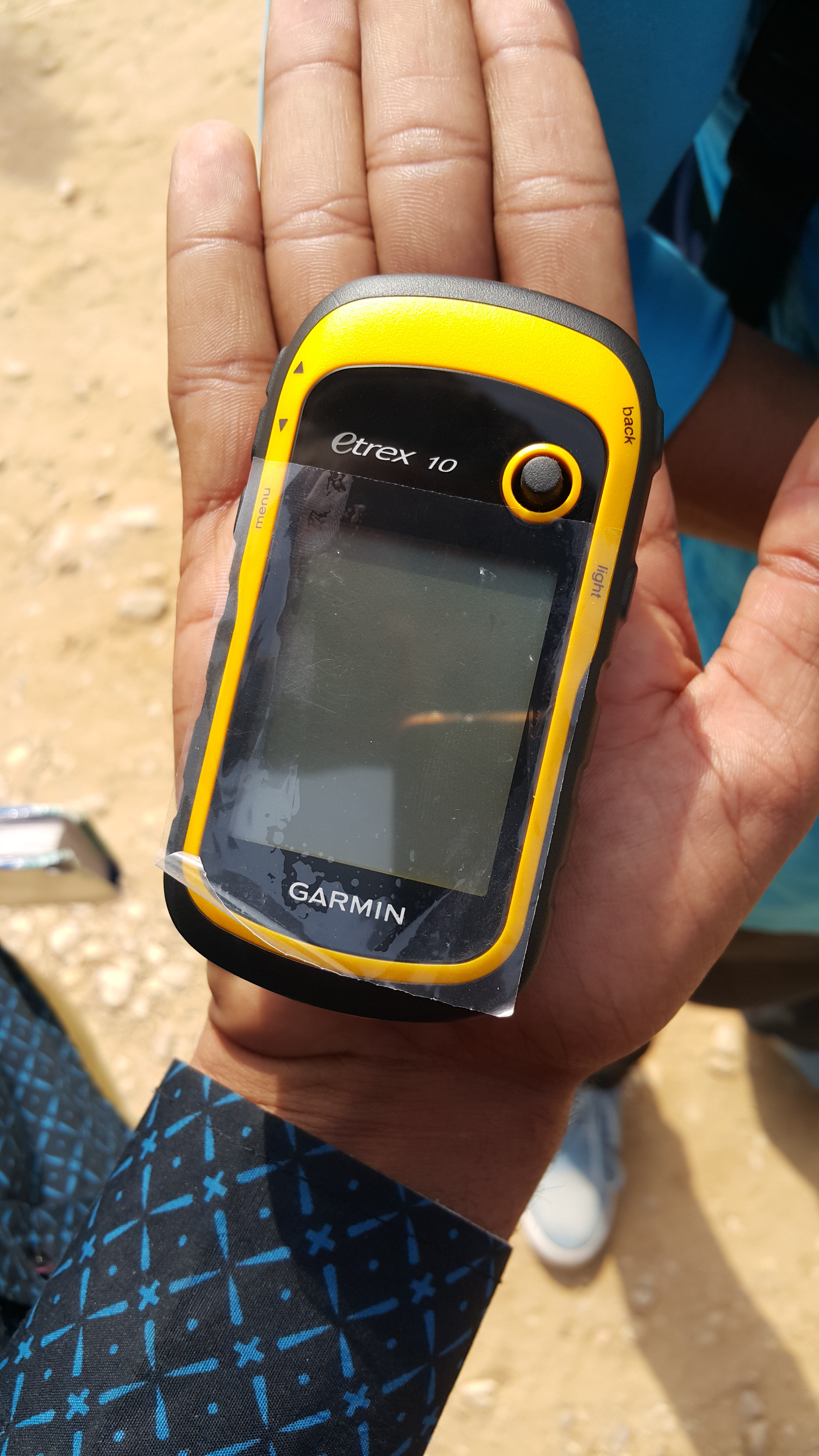
Empfänger (GNSS) zur groben Orientierung Globale Navigationssatellitensystem
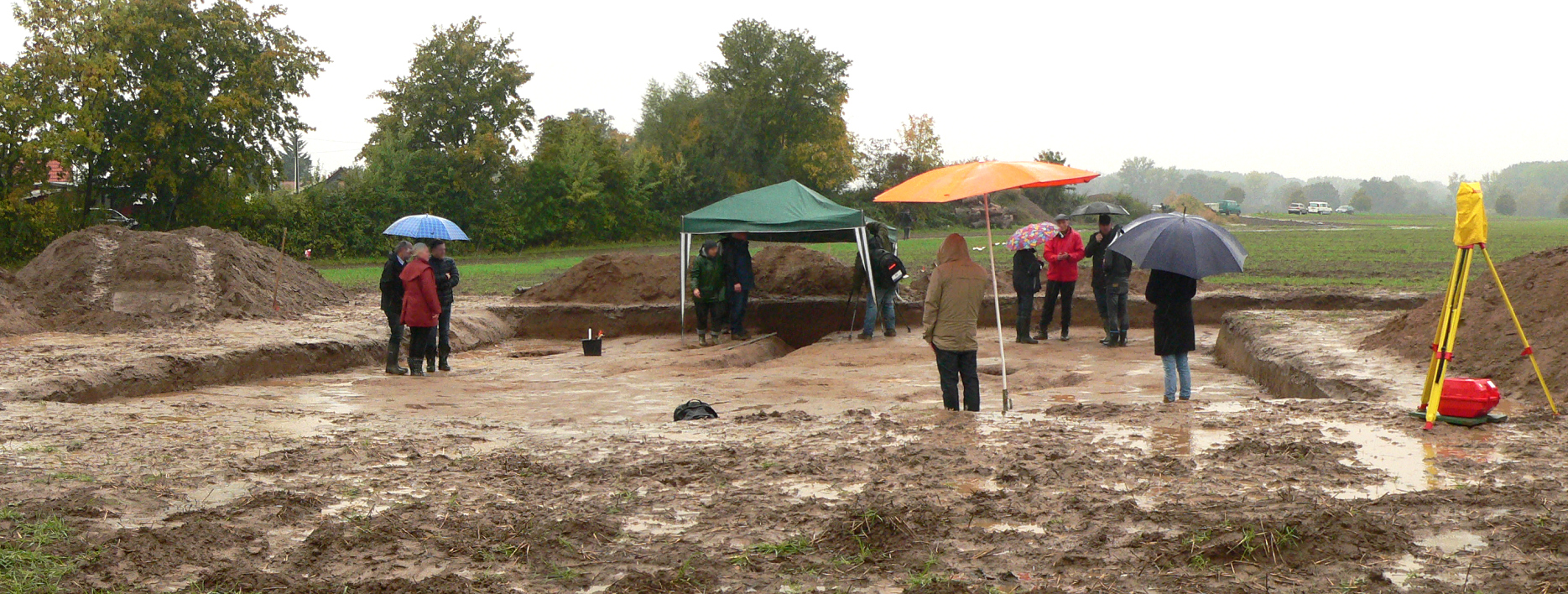
Vorbereitete Grabungsfläche beim Römischen Marschlager von Wilkenburg
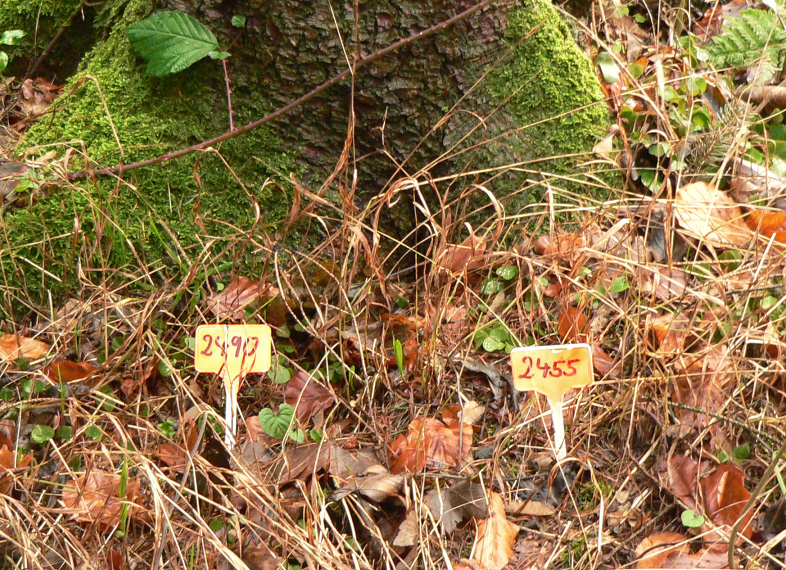
Fundschilder
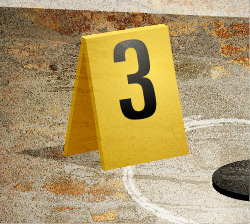
„Dönges Nummernsatz“, wie er ursprünglich in der Kriminaltechnik verwendet wird
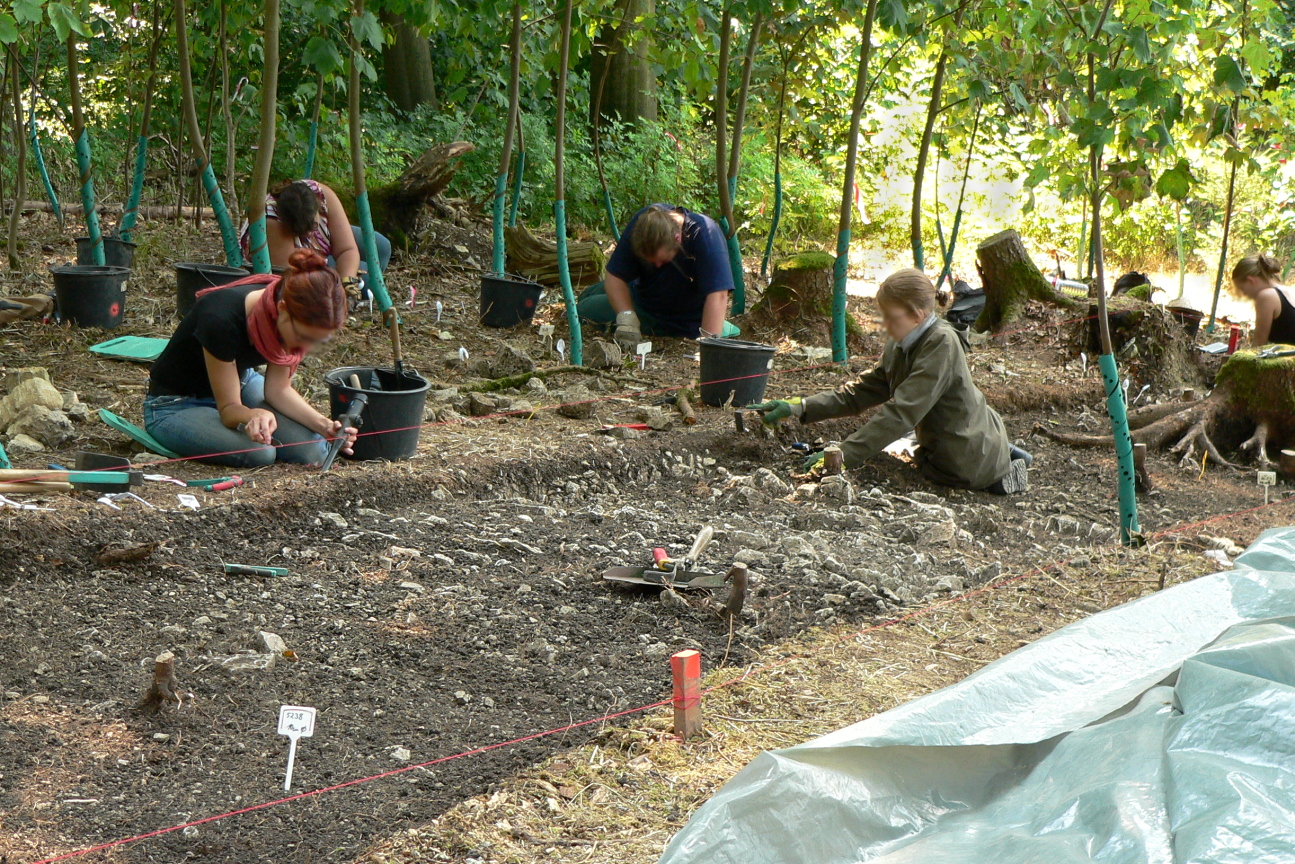
Grabungsplan erstellt; Fundschilder, Grabungshorizont mit Meßschnüren (Basislinie) abgesteckt
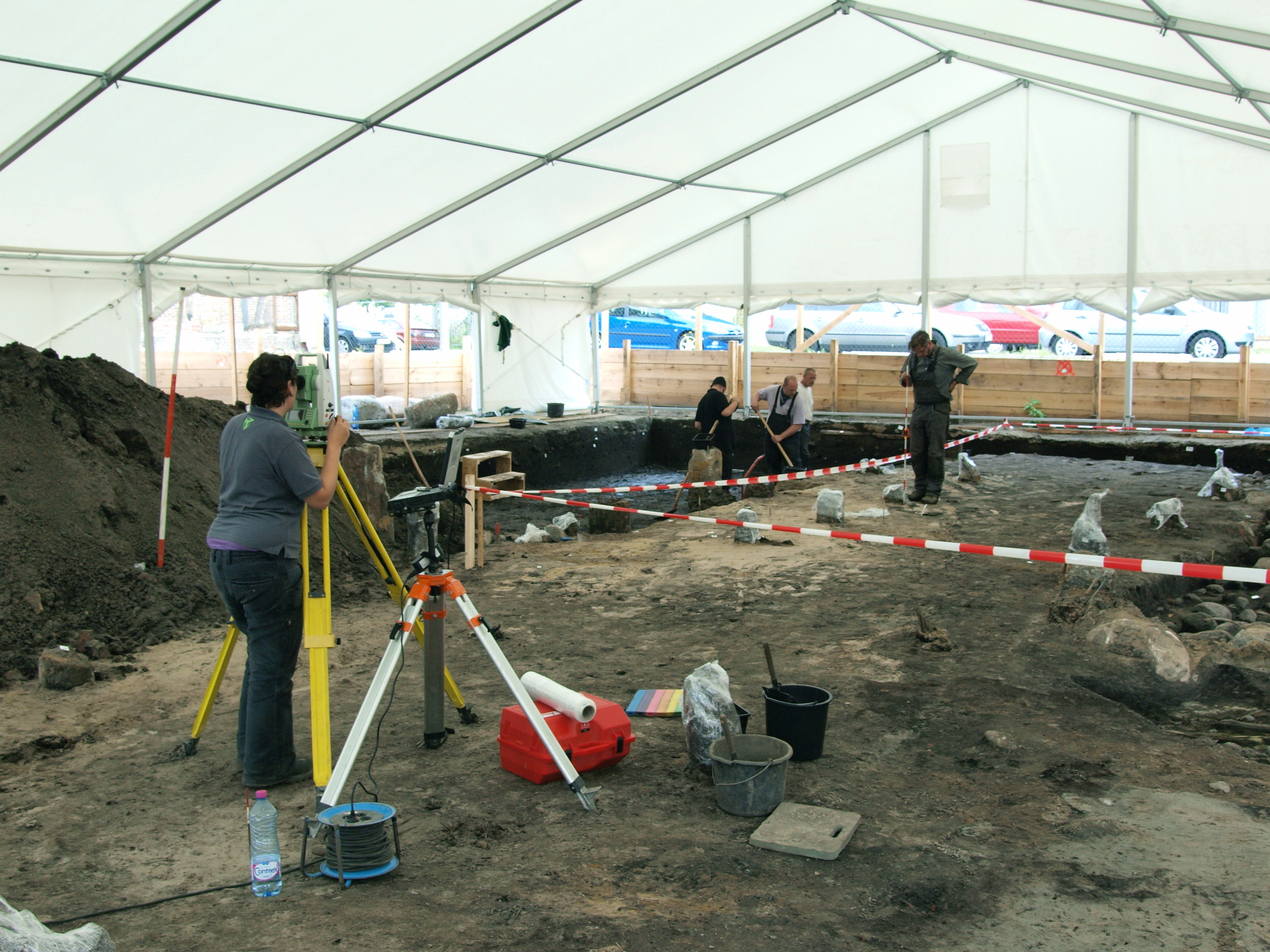
Einmessung des Fundes im Begehungshorizont zur Dokumentation
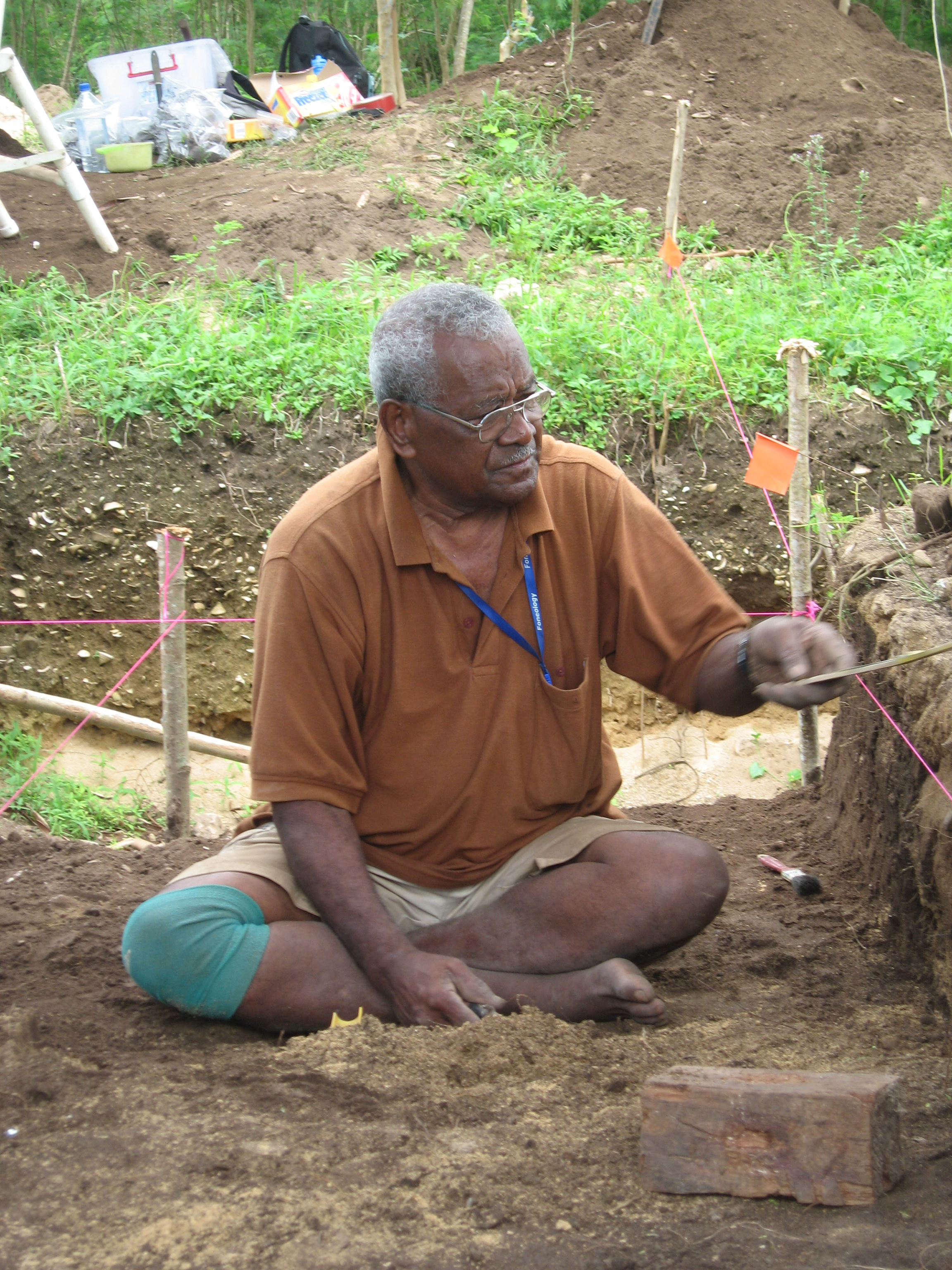
Gespannte Lotschnüre (Verlegeschnur) begrenzen den Grabungsbereich
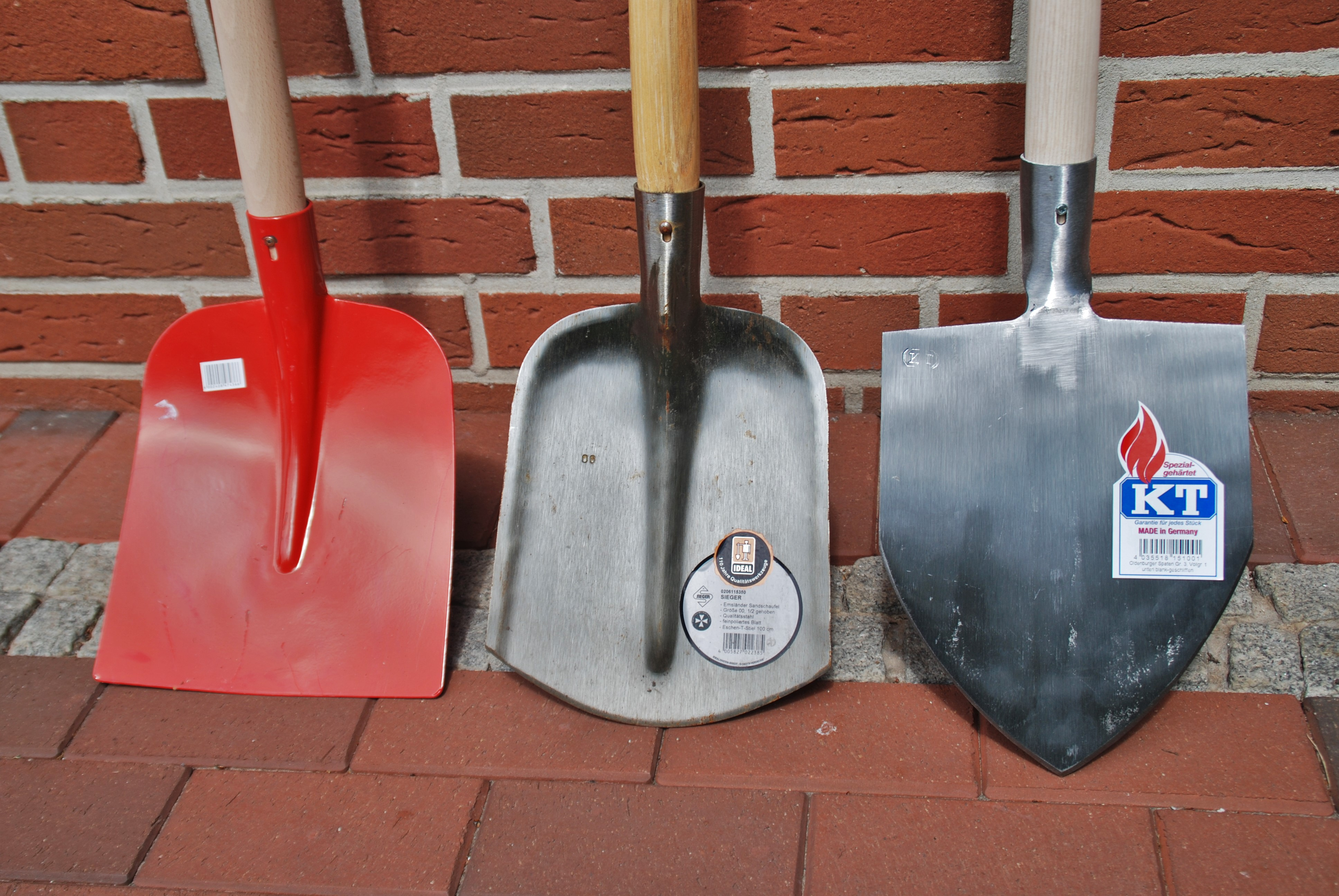
Diverse Schaufel, Spaten
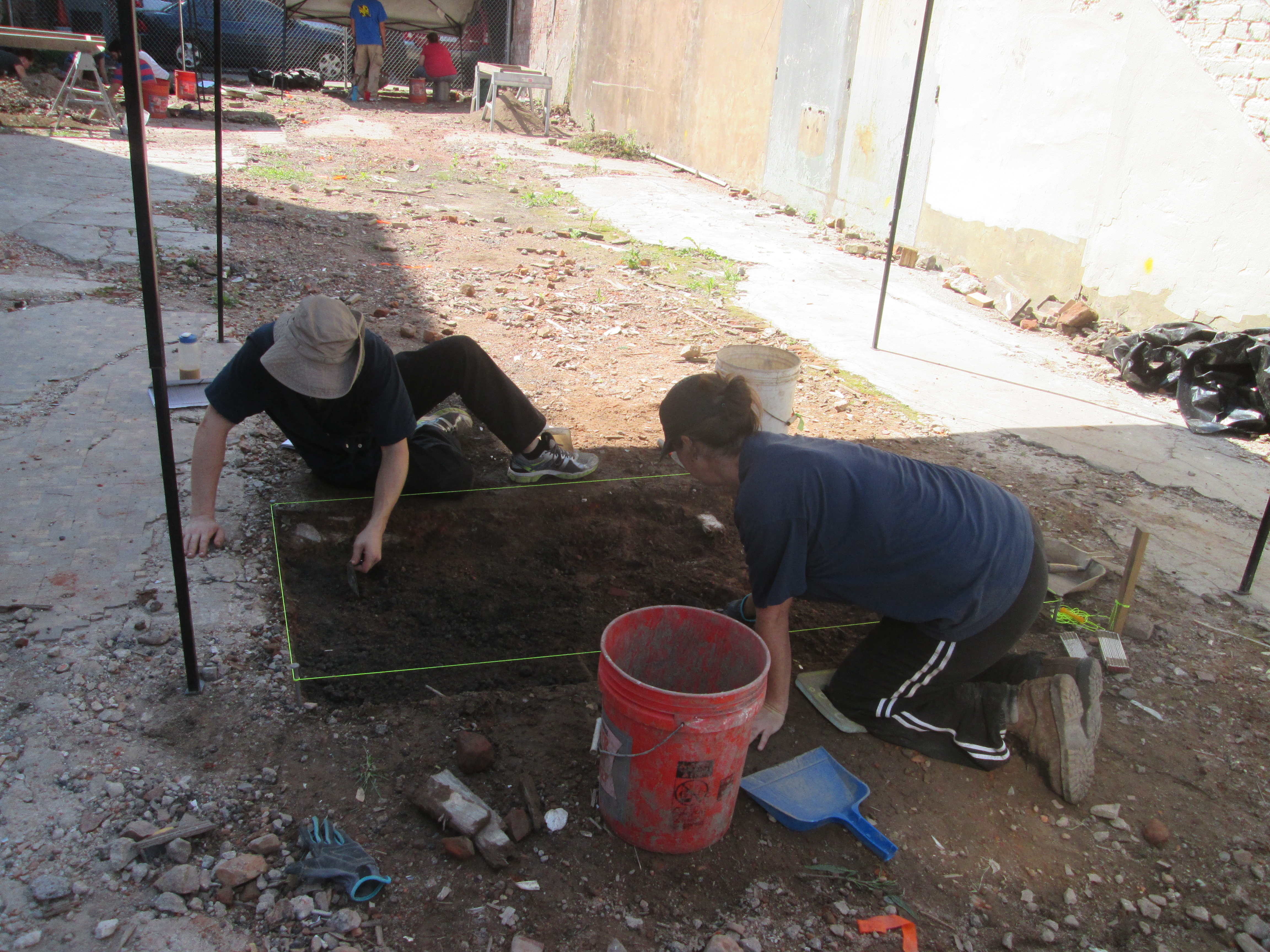
Grabungshilfsmittel Eimer
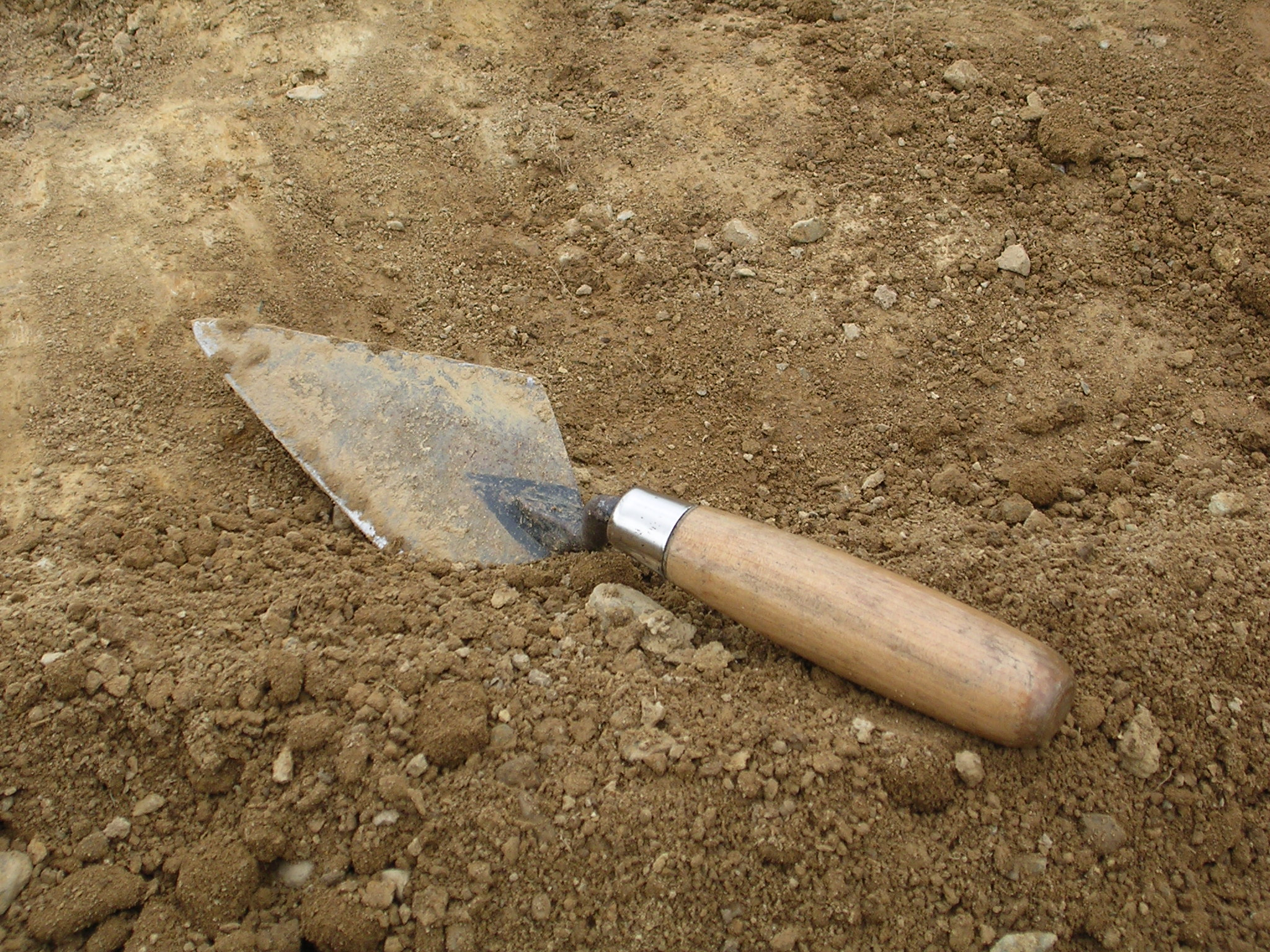
Archäologenkelle
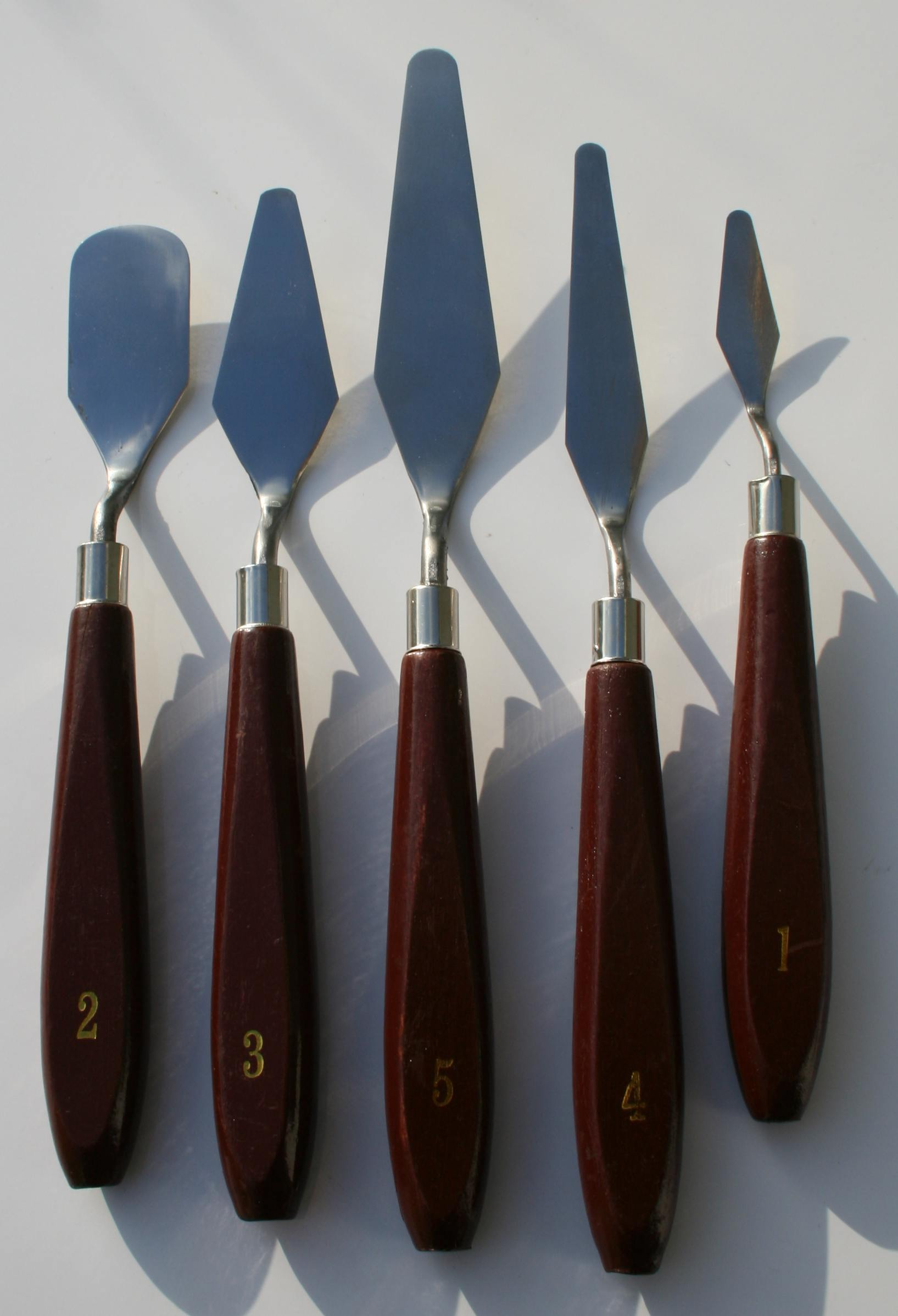
Malmesser
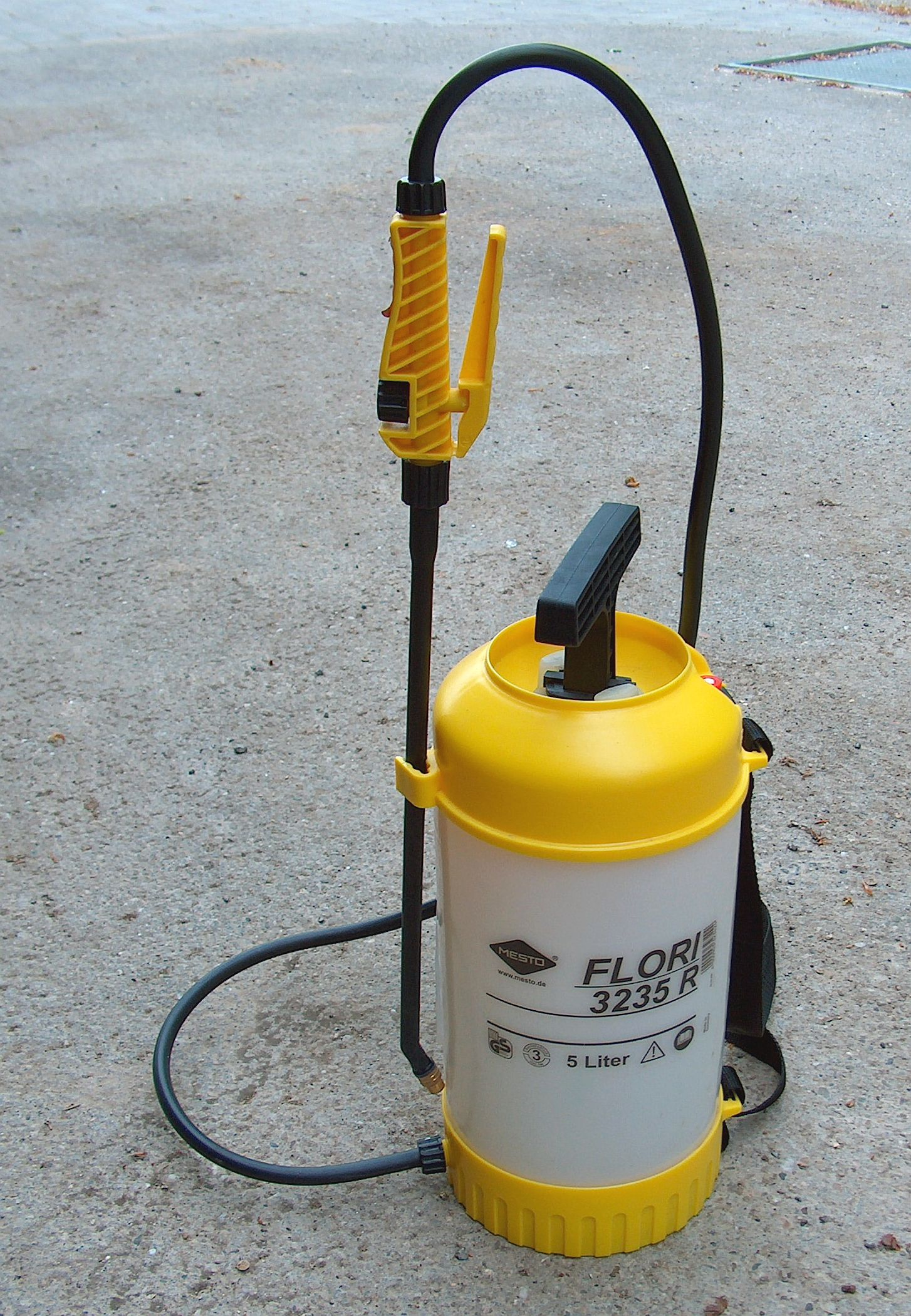
Gartenspritze zum Anfeuchten der Grabungsfläche
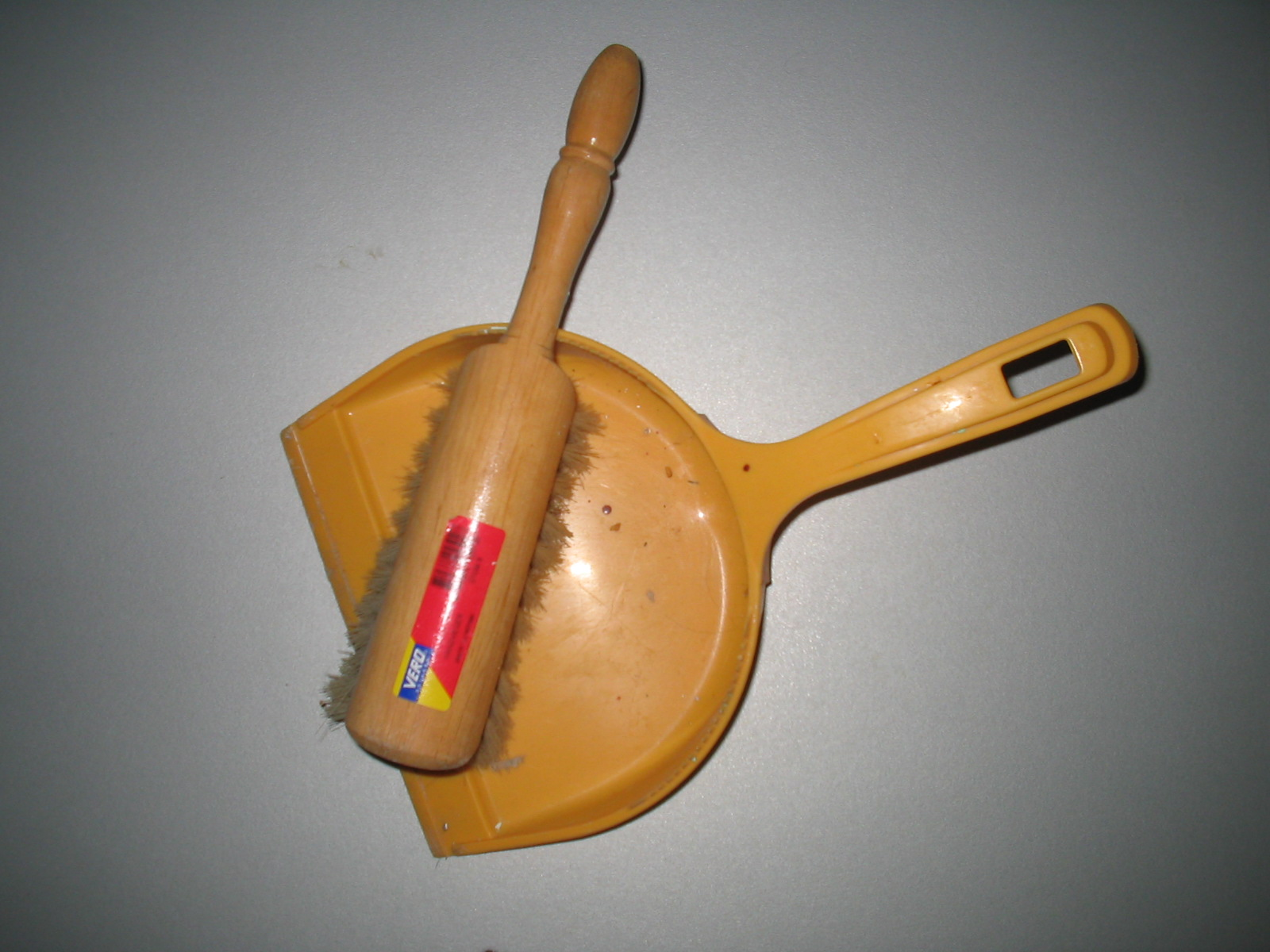
Kehrbesen
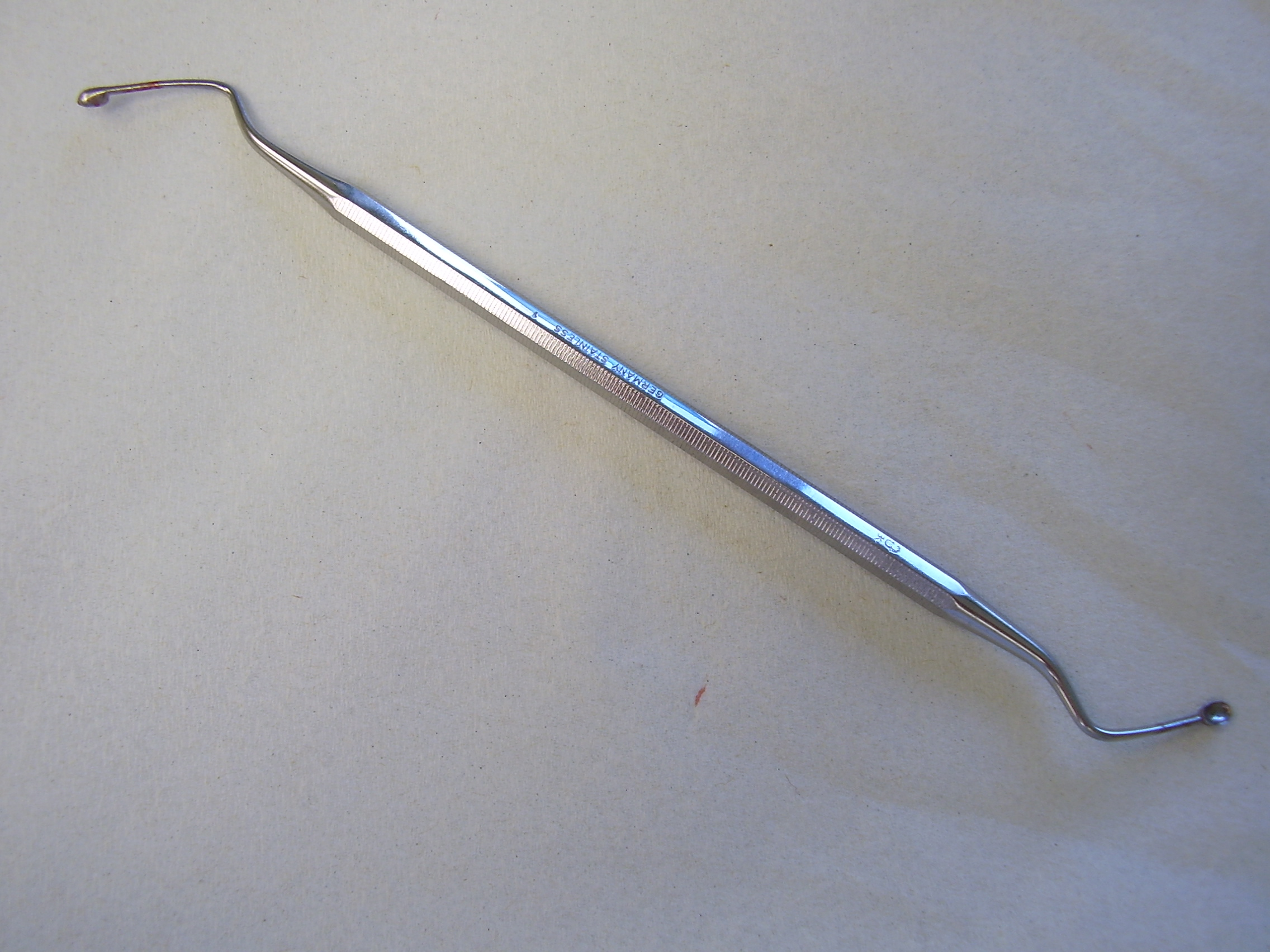
Scharfer Löffel
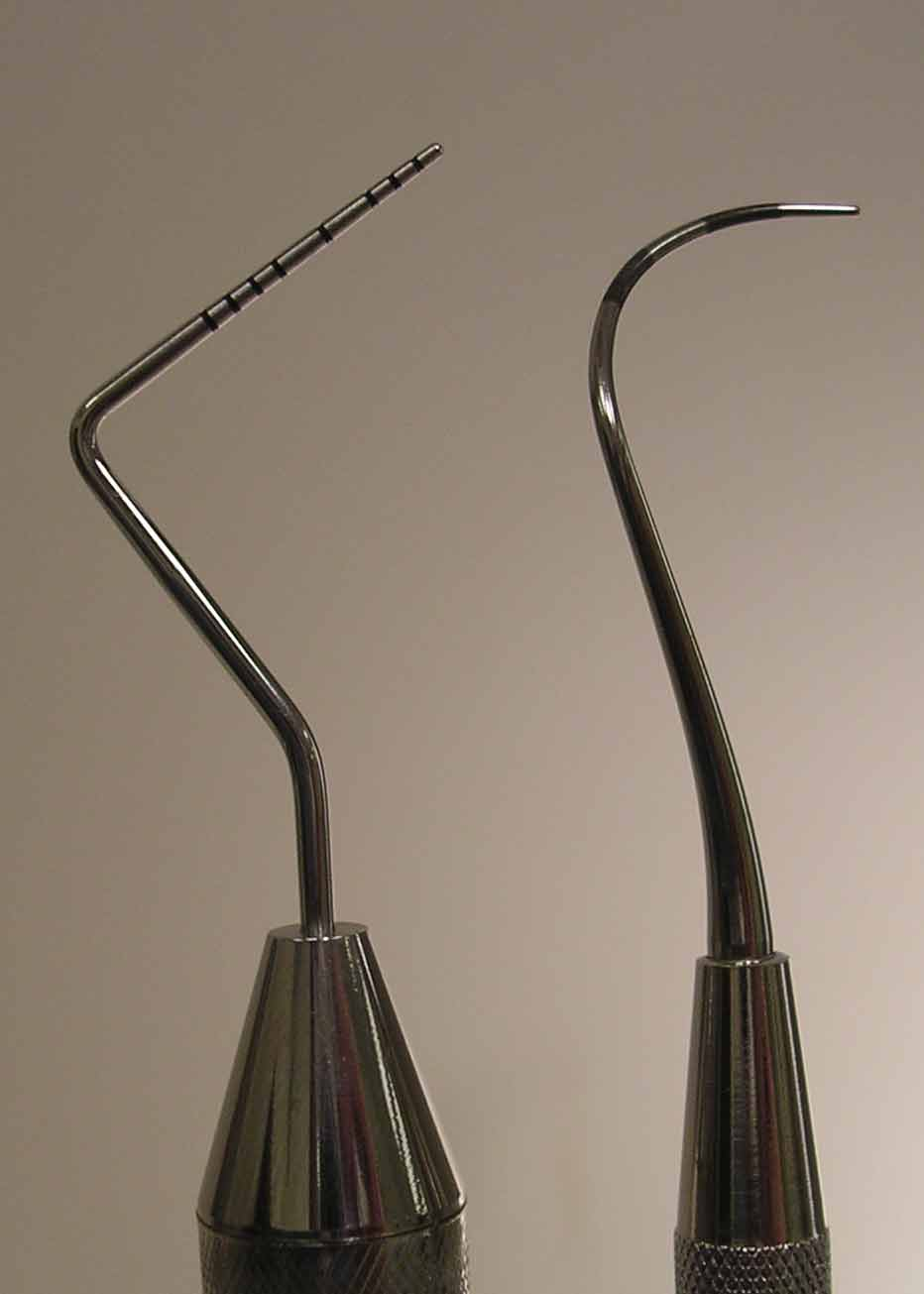
Dentalinstrumente
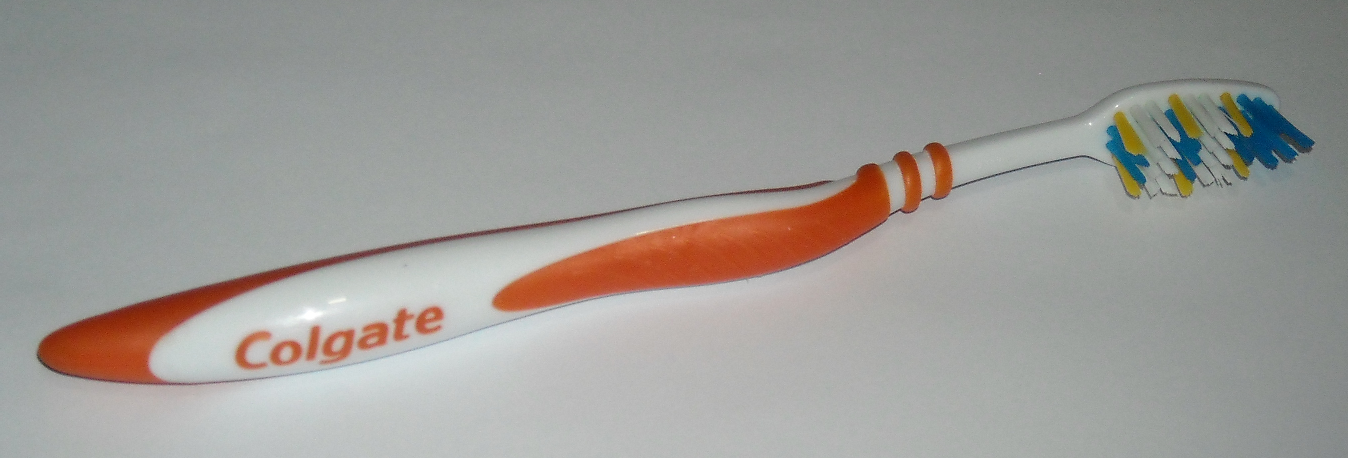
Zahnbürste zum Entfernen von fester haftendem Erdmaterial
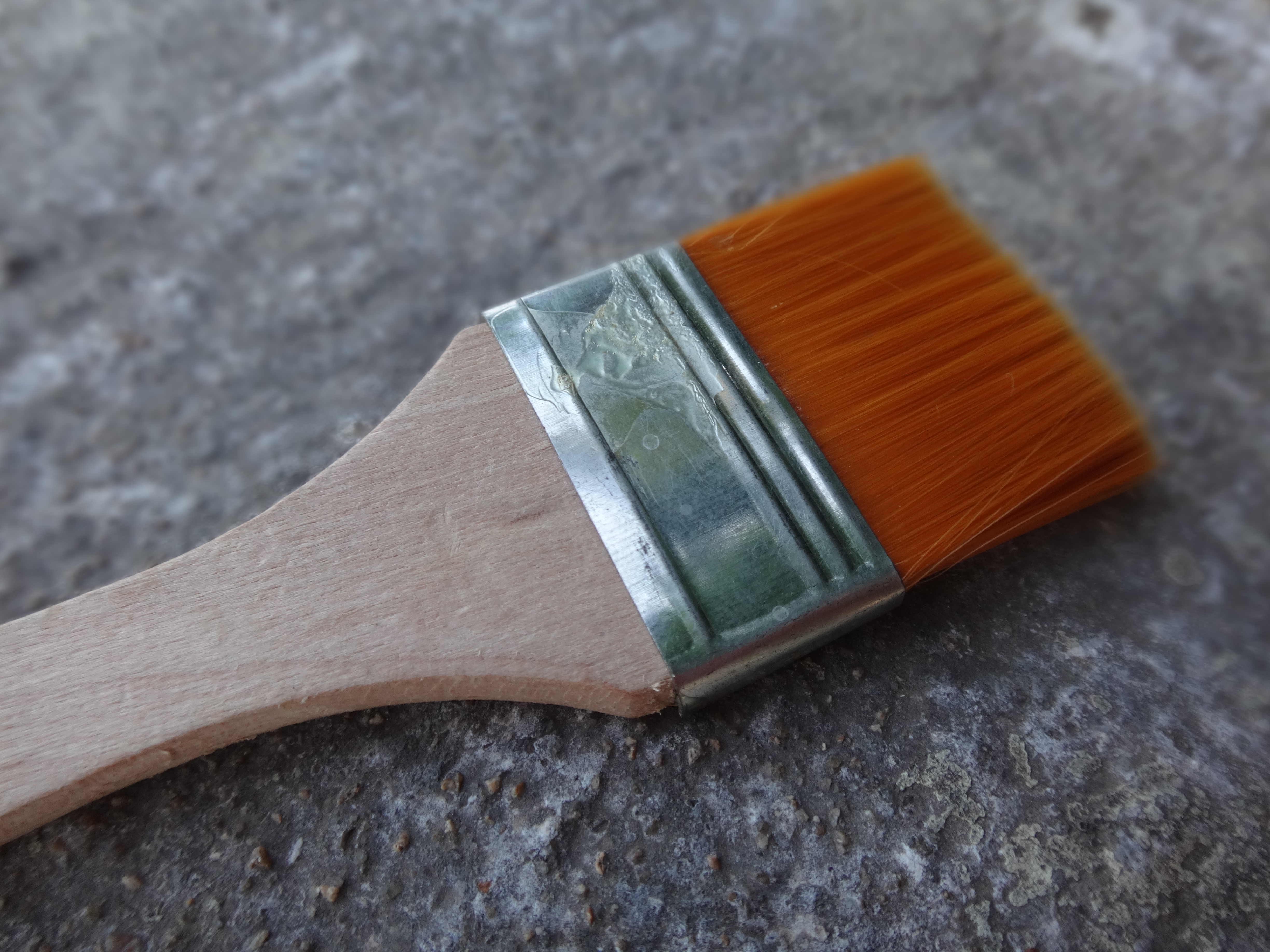
Diverse Pinsel
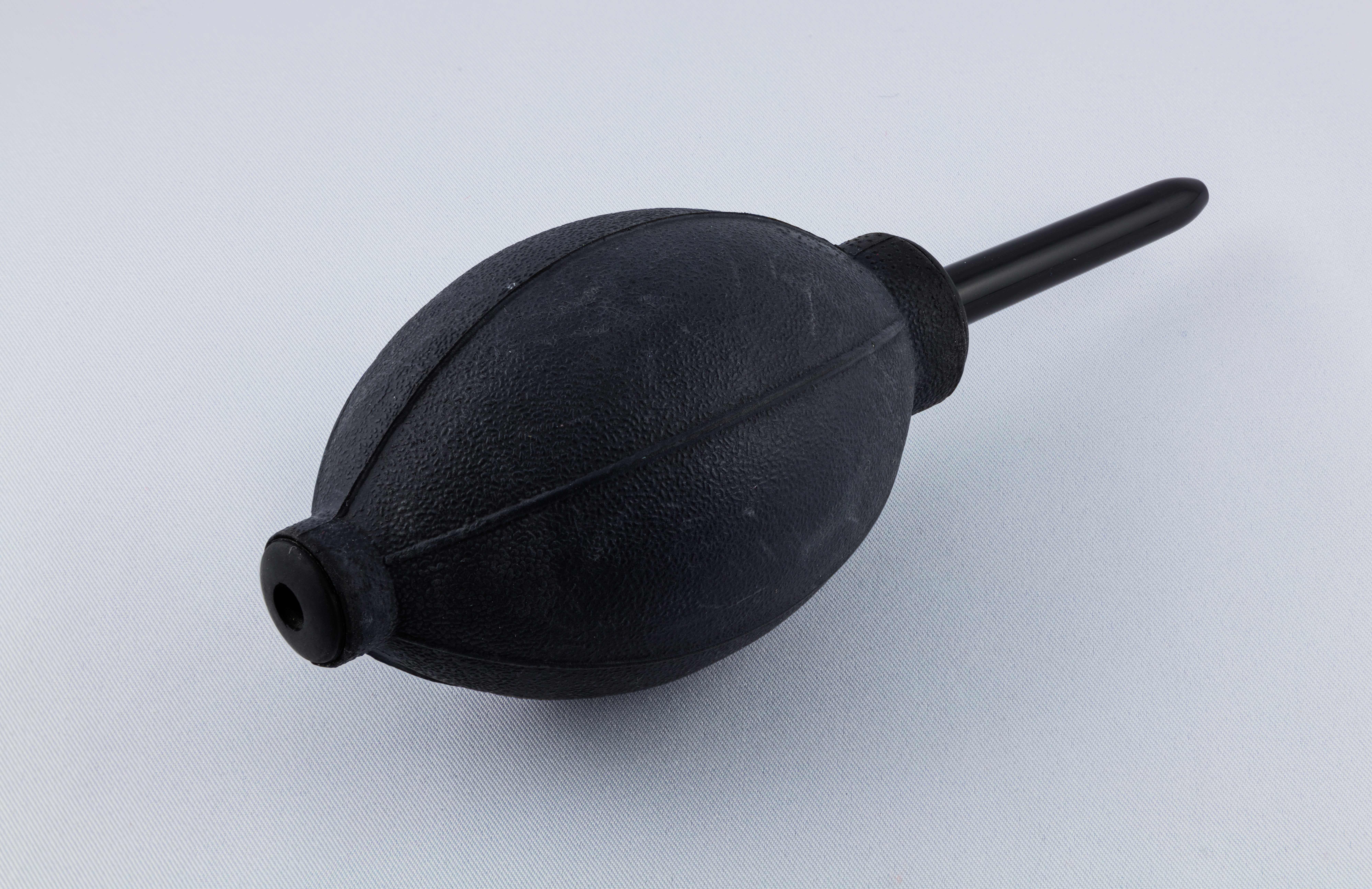
Blasebalg zum trockenen Kehren
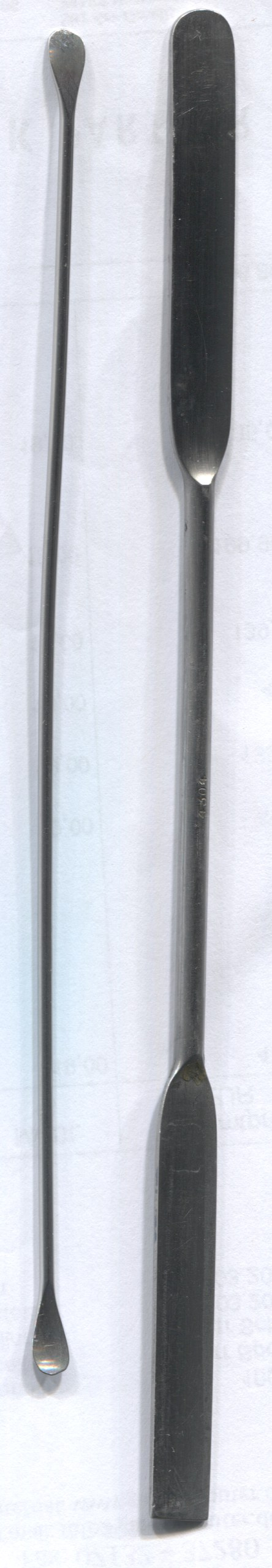
Spatel
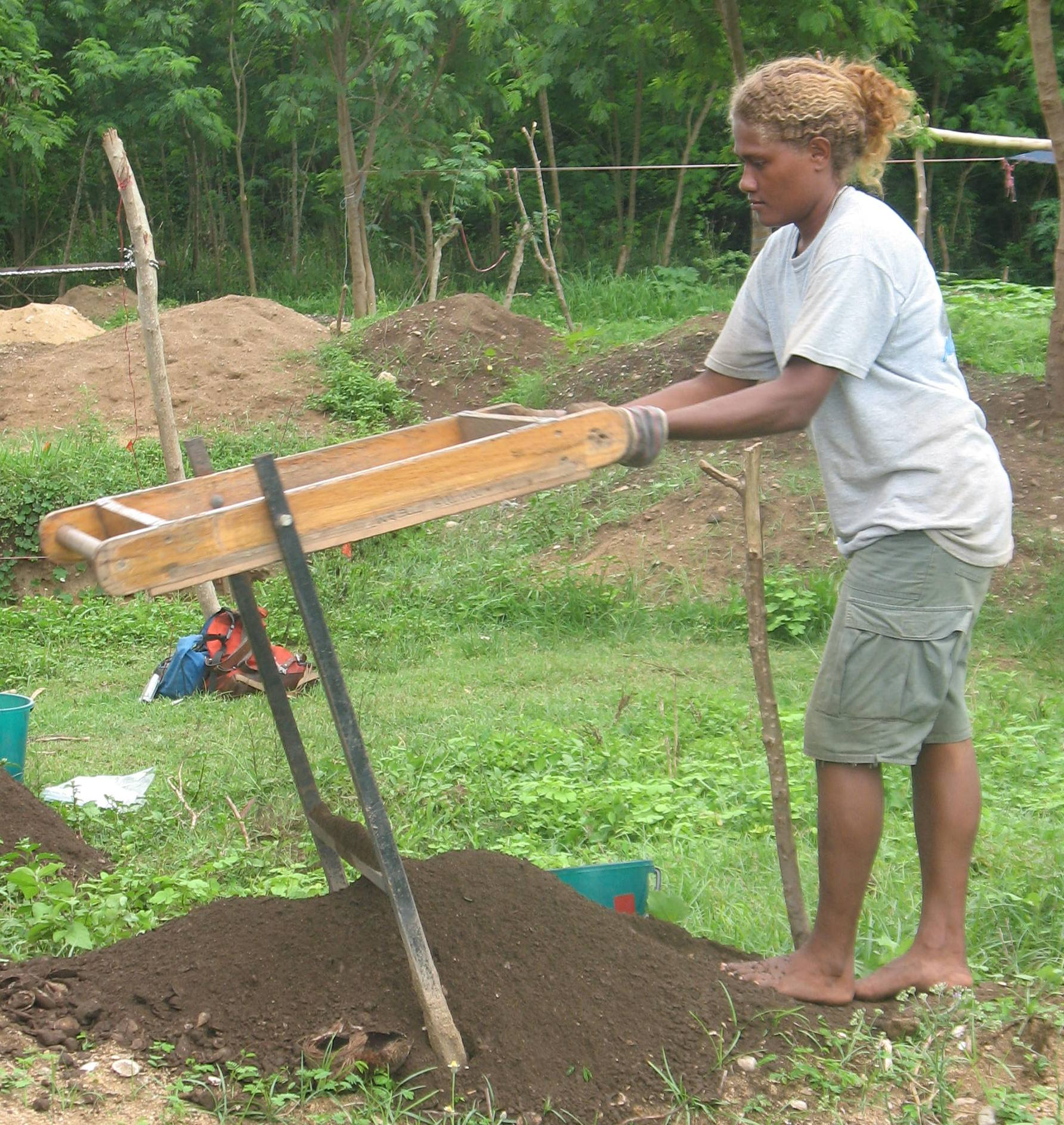
Rüttelsieb
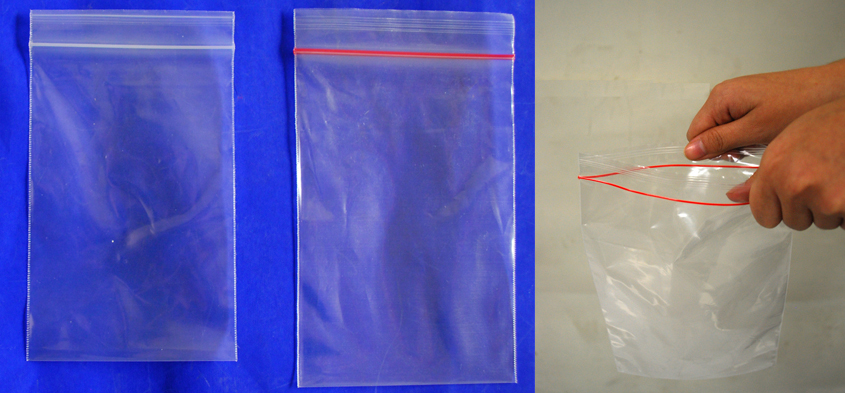
Druckverschlussbeutel
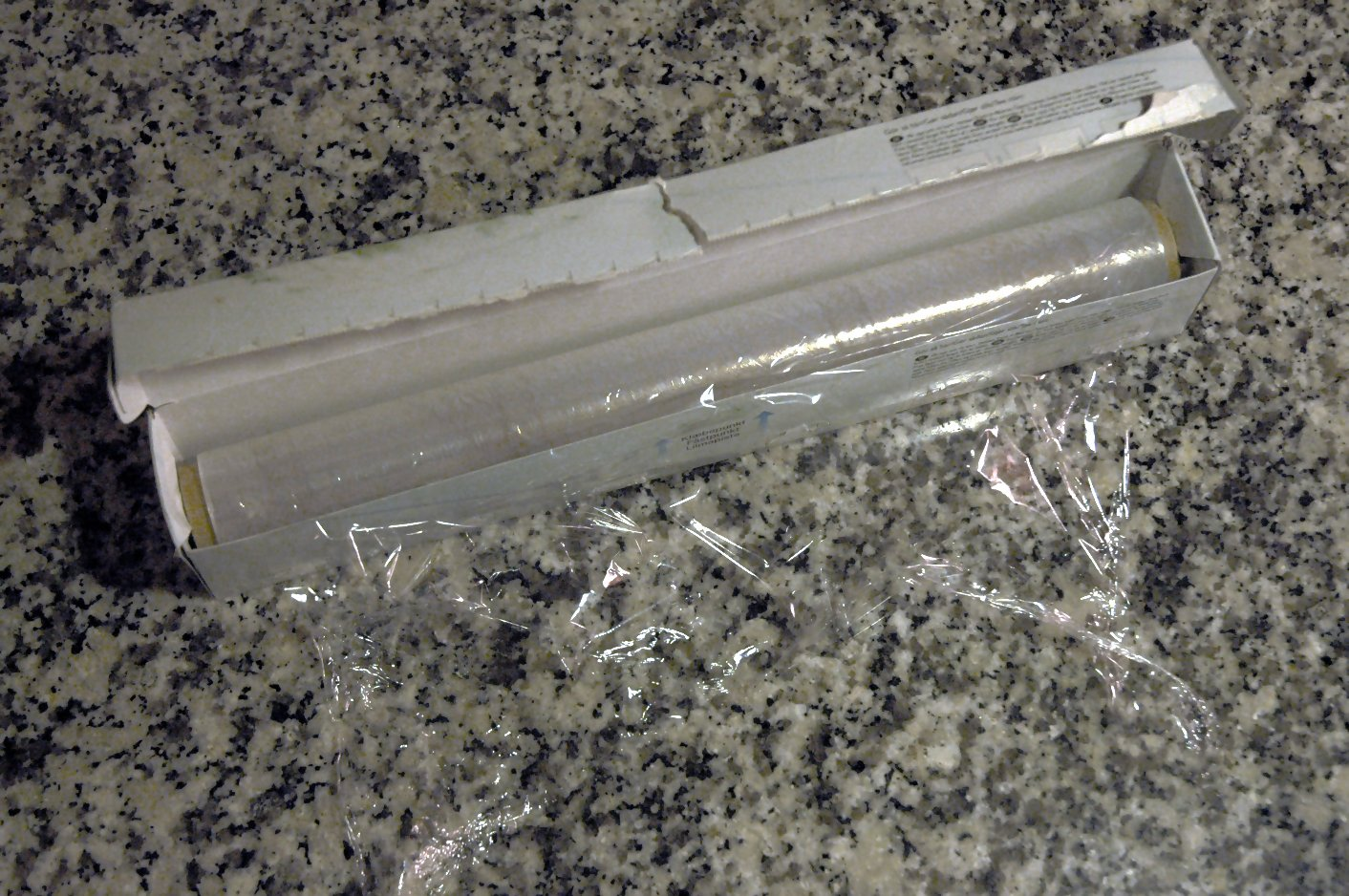
Adhäsionsfolie zum Bedecken eines (organischen) Fundes (Erhalt des physikalischen Mikroklimatas)
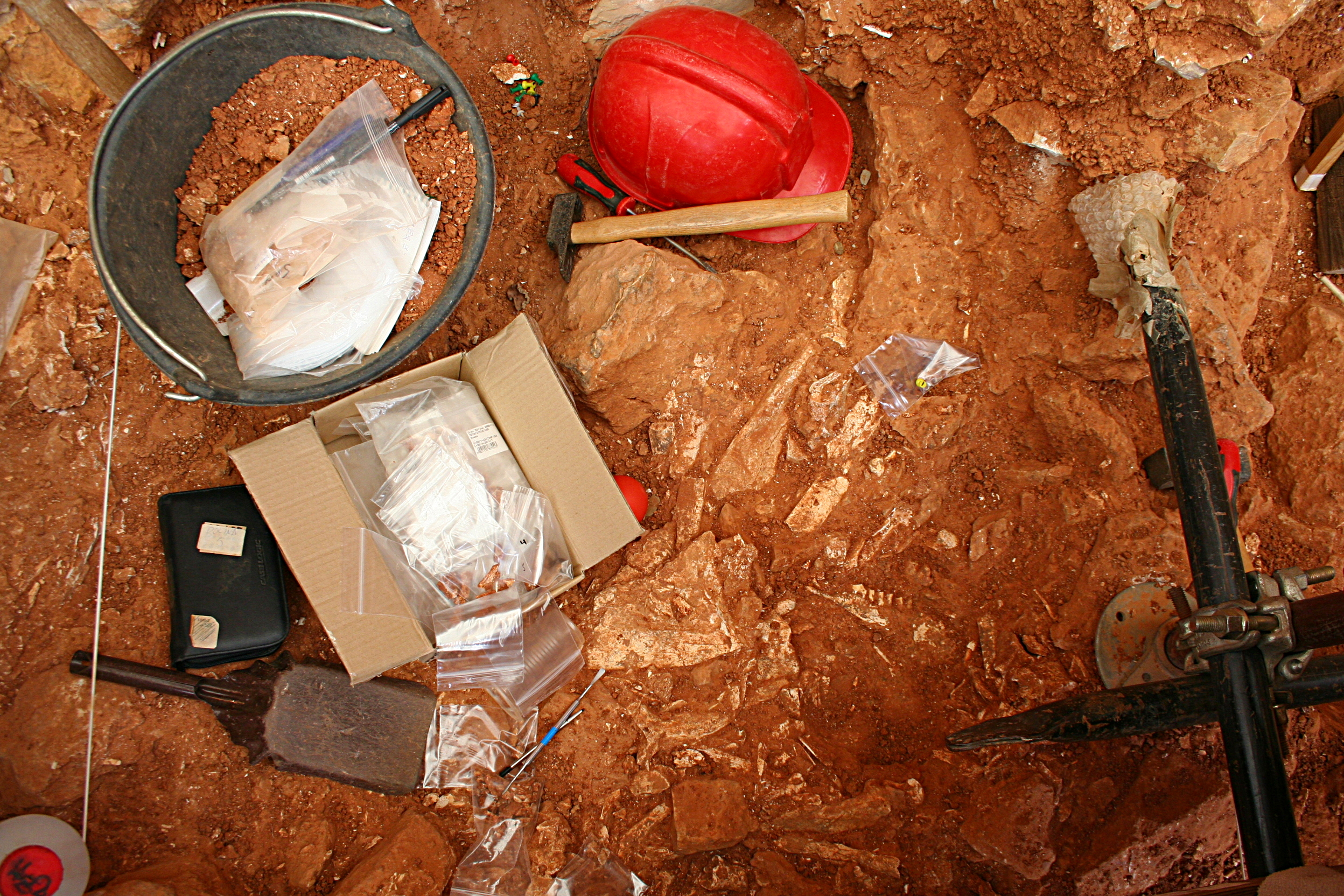
Verschiedene Grabungsutensilien u. a. Druckverschlussbeutel mit Proben (unteres Bilddrittel)
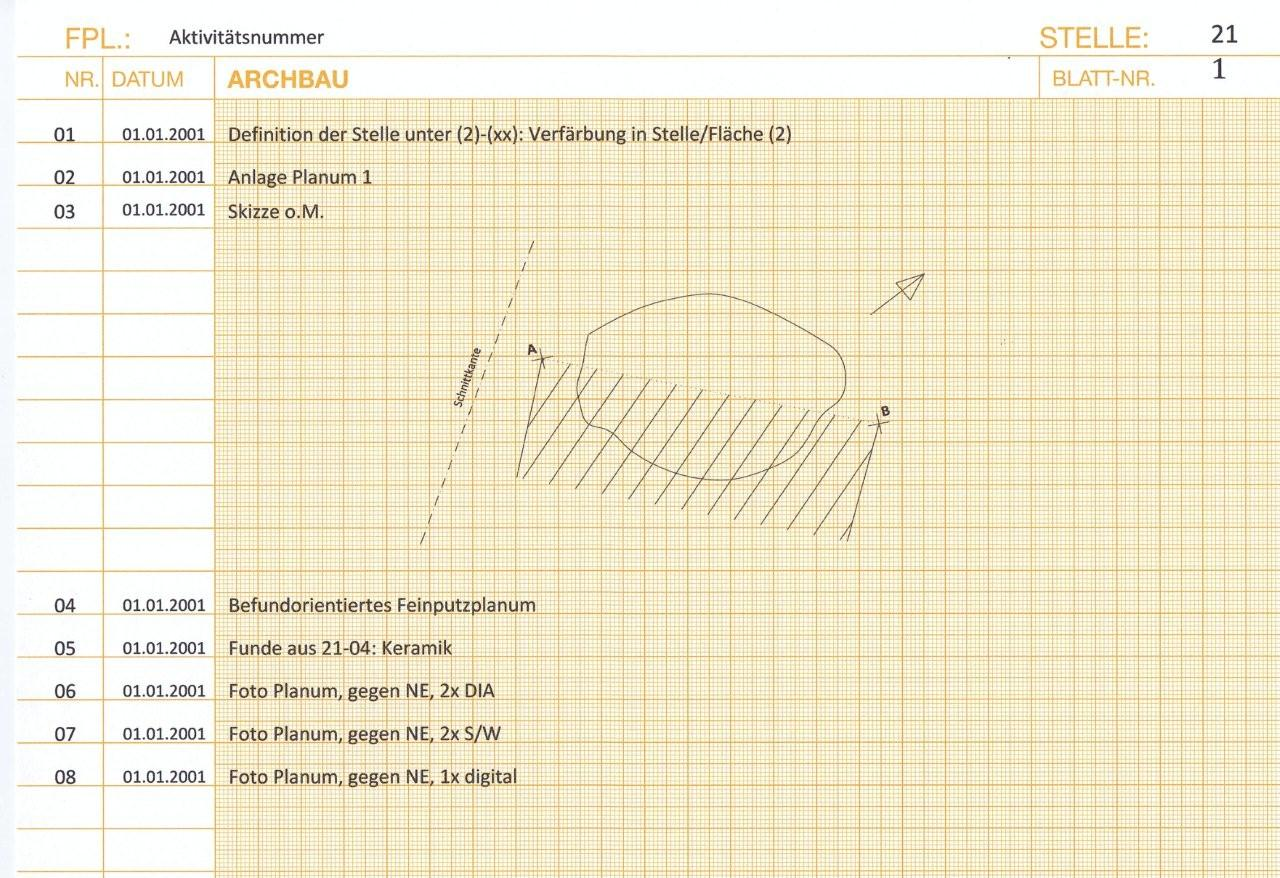
Stellenkarte (Grabungsbericht Rheinischen Stellensystems) zur Dokumentation
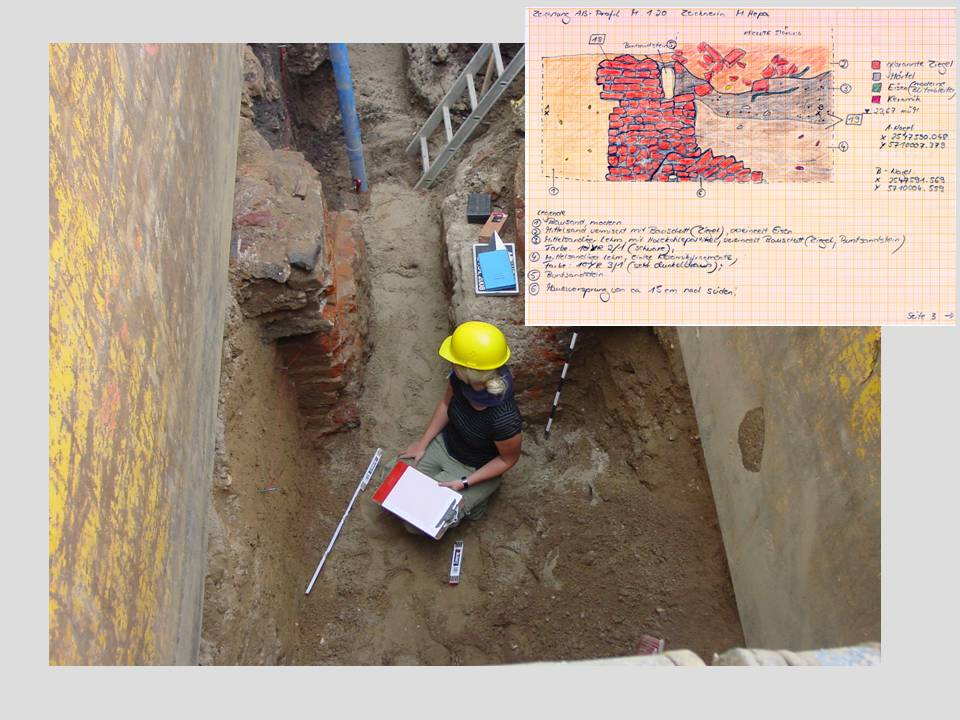
Grabungsbericht auf Stellenkarten
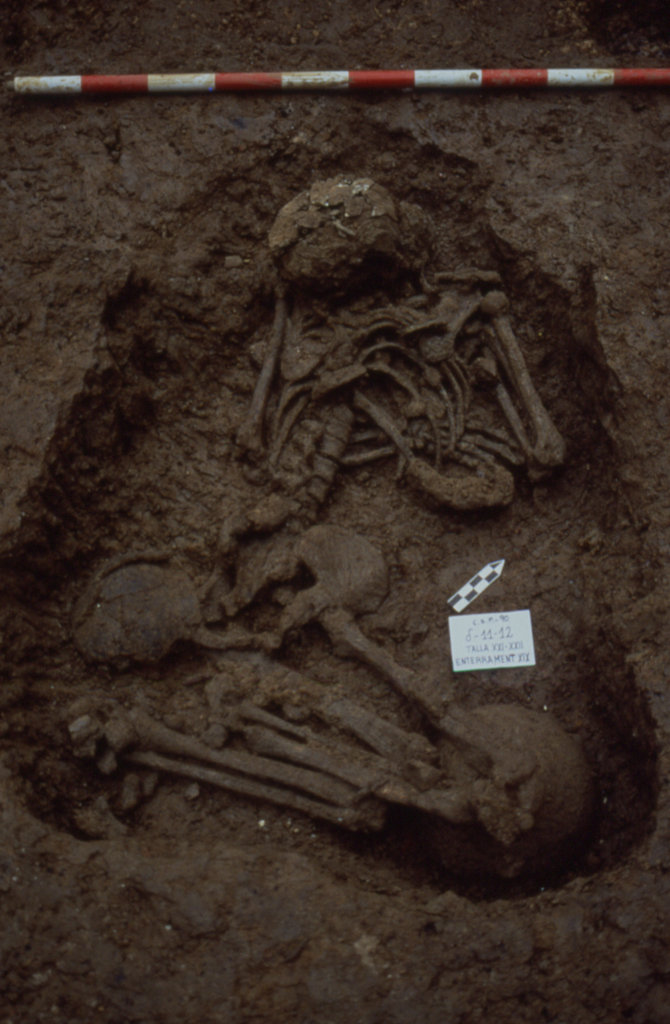
Fotodokumentation mit Fundbeschriftung, Nord-Süd-Markierung und Messlatte
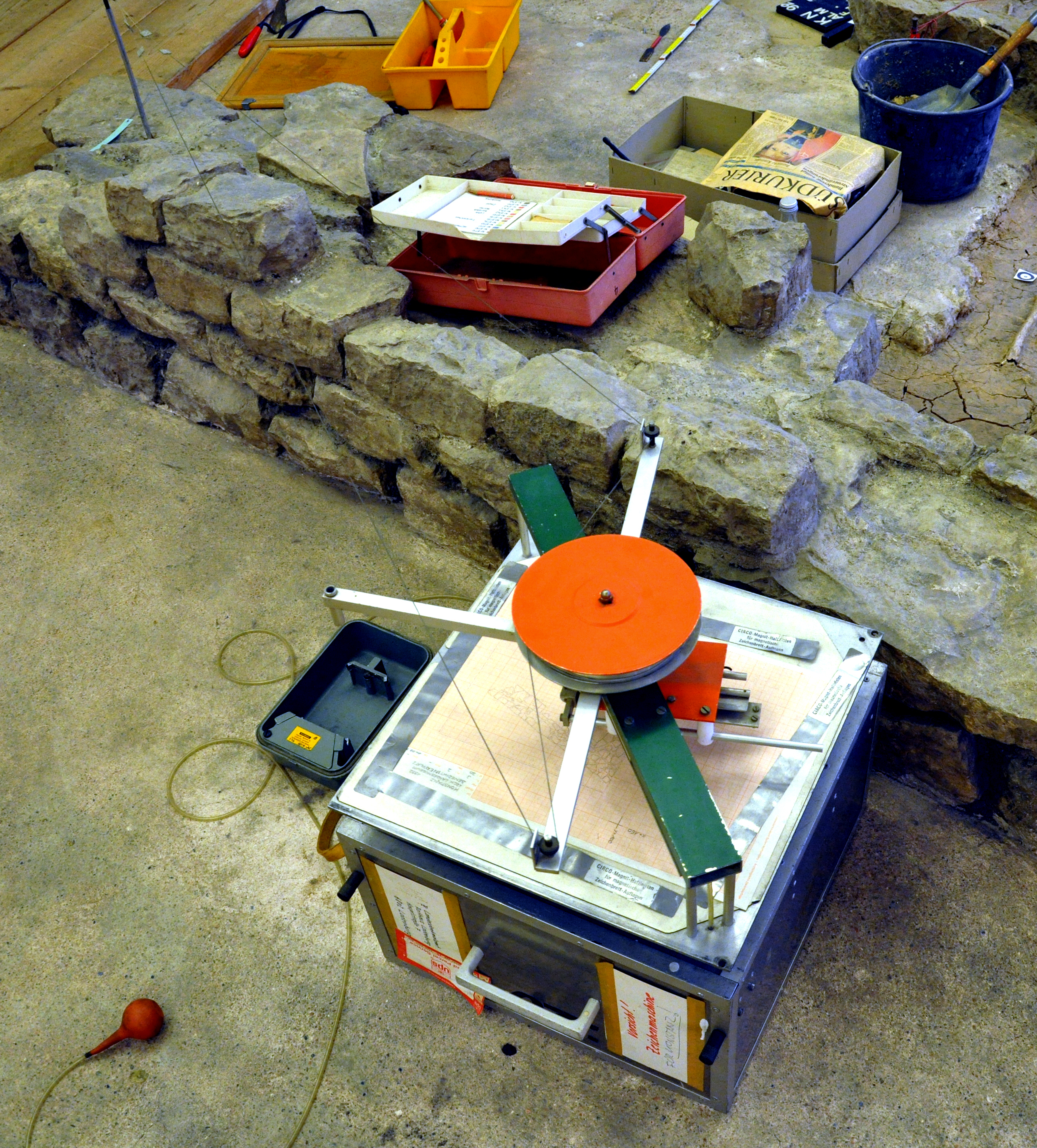
Zeichenmaschine im Grabungsfeld
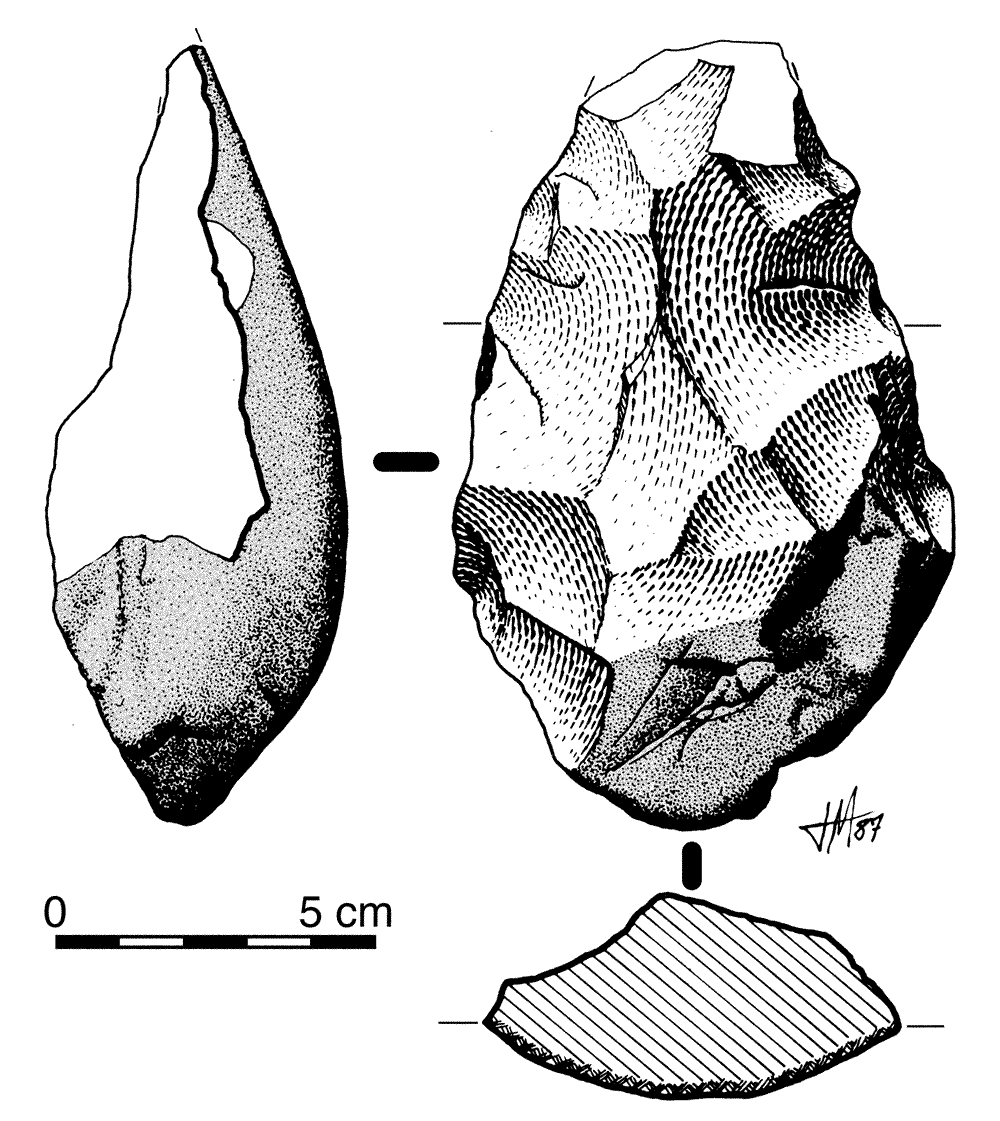
Fundzeichnung typischer Faustkeil (Acheuléen)
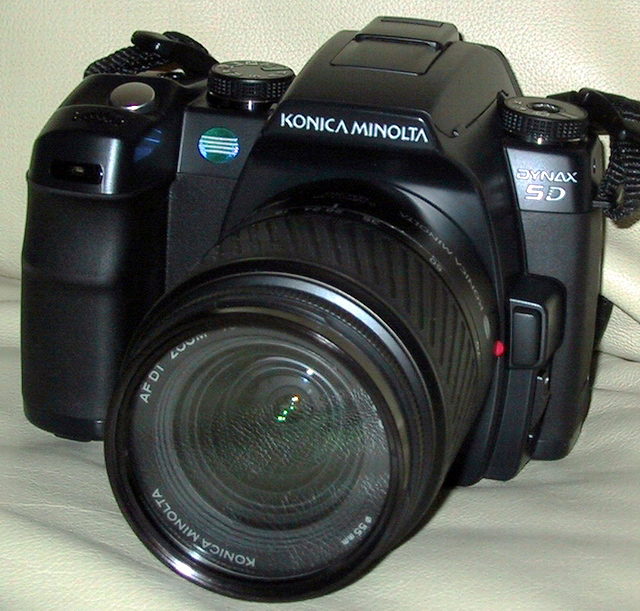
Spiegelreflex Digitalkamera Konica Minolta Dynax 5D
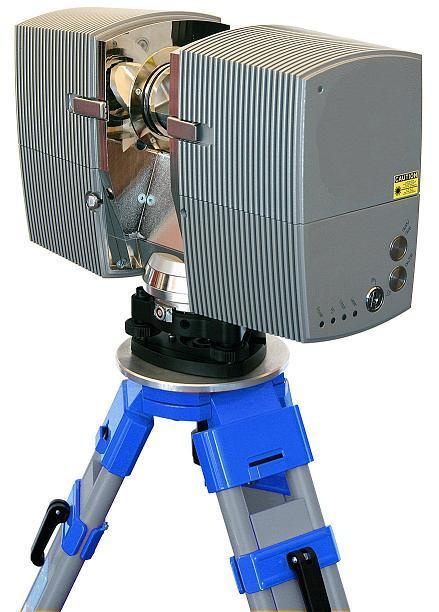
3D-Laserscanner